# Montendre
Montendre est une commune du Sud-Ouest de la France, située dans le département de la Charente-Maritime (région Nouvelle-Aquitaine). Ses habitants sont appelés les Montendrais et les Montendraises.
Organisée autour des vestiges de son château médiéval, cette petite agglomération du sud de la Haute Saintonge, aux confins de la Guyenne, est un pôle commercial, administratif et touristique, connu notamment pour organiser depuis 2001 le Free music festival. Son centre historique concentre, au gré de rues tortueuses, des immeubles anciens, une église néo-romane et de curieuses halles polygonales datant du XIXe siècle. Les villages de Chardes et de Vallet, communes associées, conservent également chacun une église romane et quelques bâtiments anciens. Aux portes de la ville s'étend la forêt de la Double, qui, ponctuée d'étangs, et mêlant pins maritimes, chênes pédonculés et châtaigniers, est la principale région boisée du département.
Montendre est dotée d'infrastructures adaptées dans les domaines de l'éducation (collège Samuel-Dumenieu), de la culture (centre culturel François-Mitterrand) et de la santé (EPD des 2-Monts). Une zone commerciale et industrielle a été aménagée en périphérie et une Zone Artisanale Environnementale implantée près du centre-ville sur une ancienne friche industrielle.
Montendre fait partie de la communauté de communes de la Haute-Saintonge, établissement public de coopération intercommunale (EPCI) regroupant, en 2006, 123 communes et 57 043 habitants.

## Géographie

### Localisation

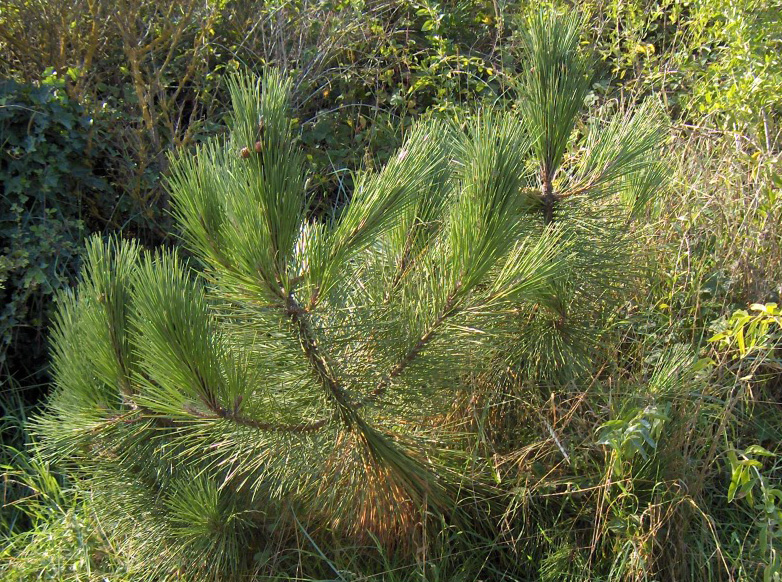
Le pin maritime est une des essences dominantes de la forêt de la Double.

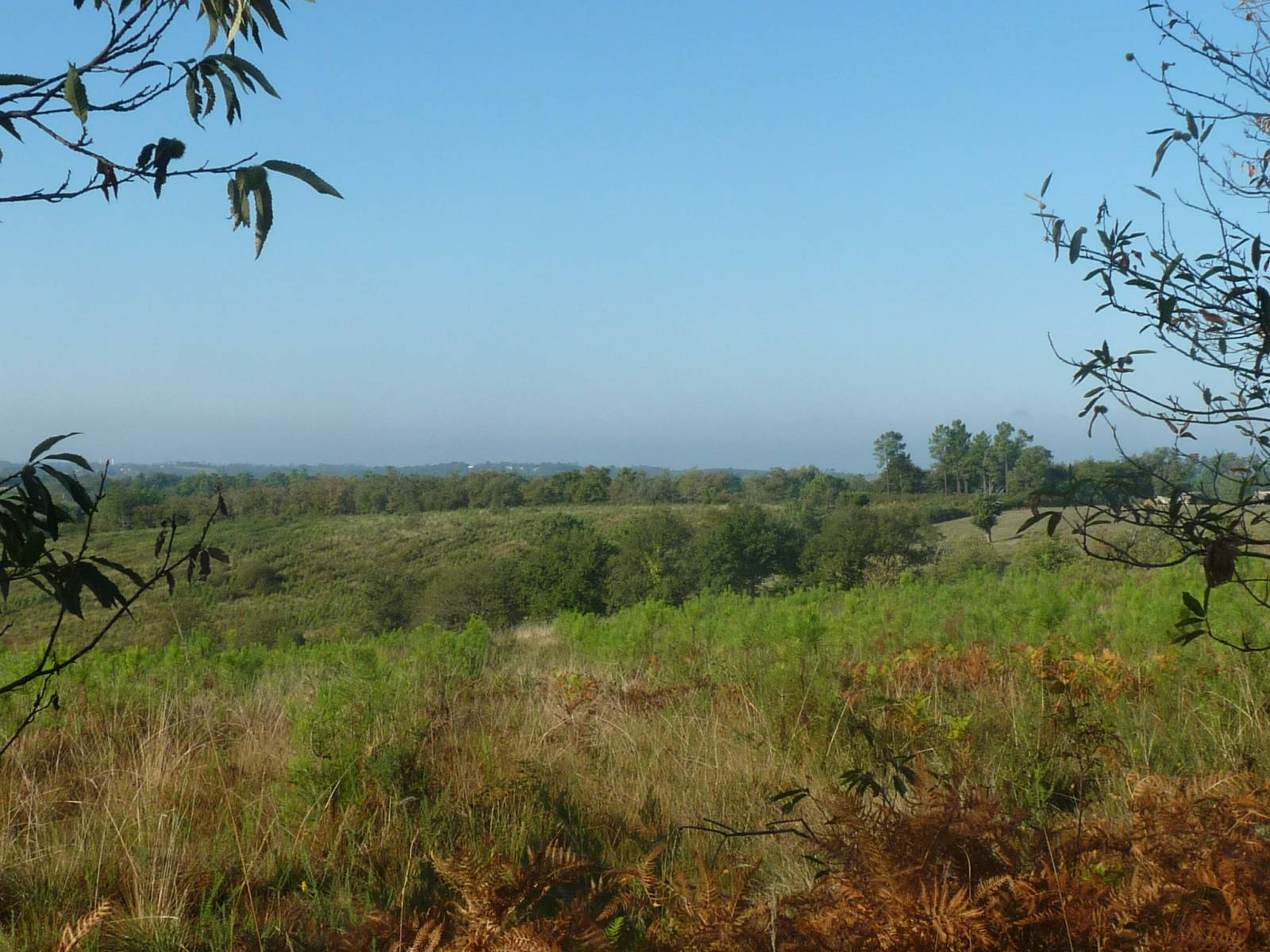
Paysage typique de la Double saintongeaise : landes à Sauvignac.

La commune de Montendre est située dans la partie méridionale du département de la Charente-Maritime, aux confins du département de la Gironde. Appartenant au midi atlantique, elle peut être rattachée à deux grands ensembles géographiques, le Grand Ouest français et le Grand Sud-Ouest français. Elle est au centre du canton des Trois Monts (dont elle est le chef-lieu), dans l'arrondissement de Jonzac.
Cette petite cité touristique doit une part de son développement à sa position de carrefour, étant à la jonction de grandes voies de communication (Royan-La Roche-Chalais, Saintes-Bordeaux via Pons, Jonzac et Bourg-sur-Gironde, Montendre-Blaye), mais aussi au caractère stratégique de son site, formé de collines (114 mètres au château) bordant une dépression où s'est développé le bourg primitif. Elle s'est dotée d'infrastructures touristiques au cours du XXe siècle (camping, centre de vacances, base de loisirs, village-vacances de la RATP), qui participent à son développement.
La ville, un des « trois monts » du sud du département (Montendre, Montlieu, Montguyon) se trouve dans une région excentrée, plus volontiers tournée vers Bordeaux, métropole distante d'à peine 50 kilomètres, que vers le chef-lieu départemental, La Rochelle, situé bien plus au nord, à 113 kilomètres. Montendre est distante de 18 kilomètres de Jonzac, chef-lieu de son arrondissement, de 26 kilomètres de Blaye, de 54 kilomètres de Saintes, important pôle commercial, et de 61 kilomètres de Royan, principale station balnéaire du sud du département.
Le territoire communal est situé à la jonction des « champagnes » céréalières du nord de la Haute Saintonge (région de Pons, d'Archiac) et des « landes » au sol silico-argileux qui s'étendent dans sa partie méridionale (Landes de Grégoire, de la Bonne aux Lièvres, des Cinq chemins). Ces terres ingrates, acides, perméables, aujourd'hui presque entièrement boisées, s'inscrivent dans un espace plus vaste, la Double, et plus spécialement la Double saintongeaise. Le pin maritime y est l'essence dominante, rapprochant la région de celle des Landes de Gascogne, relativement proche. Au sud du bourg, dans une « nauve » (vallon marécageux), un modeste ruisseau, le ruisseau du petit moulin, traverse plusieurs hameaux.
La commune est une des étapes d'un sentier de grande randonnée balisé, le GR 360.

### Communes limitrophes
| Coux                                                             | Expiremont | Pommiers-Moulons |
| Souméras                                                         | Montendre  | Sousmoulins      |
| Val-de-Livenne (Gironde, par un quadripoint), Donnezac (Gironde) | Corignac   | Jussas           |

### Géologie et relief

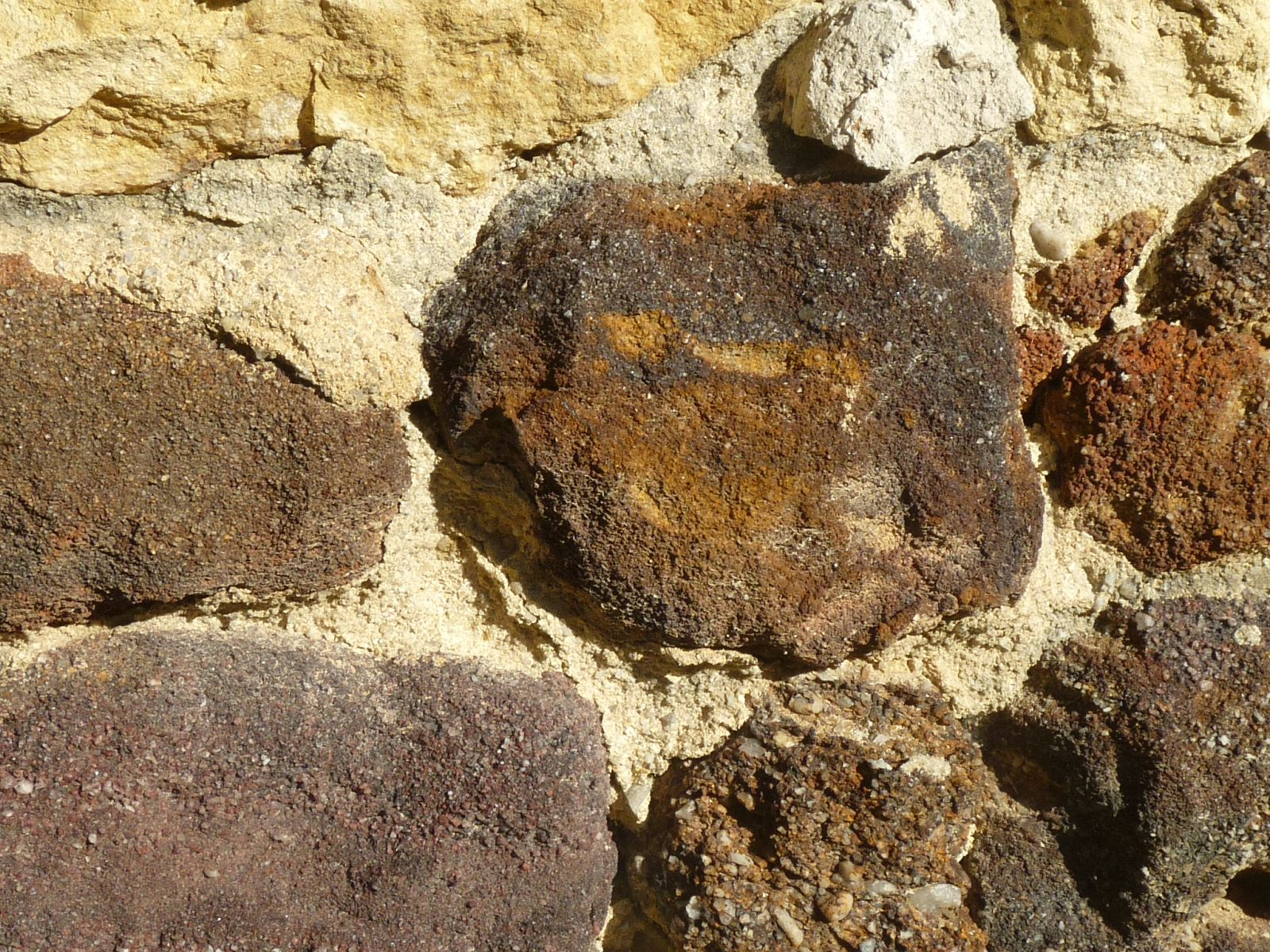
Alios (minerai de fer gréseux) pris dans la maçonnerie du château.

D'un point de vue géologique, la commune marque la jonction entre des terrains crétacés datés du sénonien (au nord, essentiellement autour de Chardes) et des terrains plus récents, composés de roches détritiques à faciès « sidérolithique » datés de la période éocène (sables, argiles, lentilles de kaolinite). Les « champagnes » affectées à la culture des céréales et des oléagineux (blé, maïs, tournesol) se prolongent par des collines plus ou moins accentuées, portant souvent, sur leurs versants les mieux exposés, des vignes utilisées pour la production de vins de pays, mais surtout des eaux-de-vie locales, cognac et pineau des Charentes (la commune étant située dans la région des « bons bois ». Les espaces agricoles occupent la plus grande partie du territoire communal (48 %), mais une portion non négligeable de celui-ci est composé de forêts (bois des Baronnes, de la Borne…) et de milieux semi-naturels (39 %). Quant aux territoires artificialisés, ils couvrent environ 13 % du territoire communal.

### Environnement
Une grande partie du territoire communal est intégré à une zone protégée en raison de la richesse de son écosystème (pinèdes, bas-marais acides, tourbières, pelouses siliceuses, landes sèches, hygrophiles et mésophiles), notamment d'un point de vue botanique.

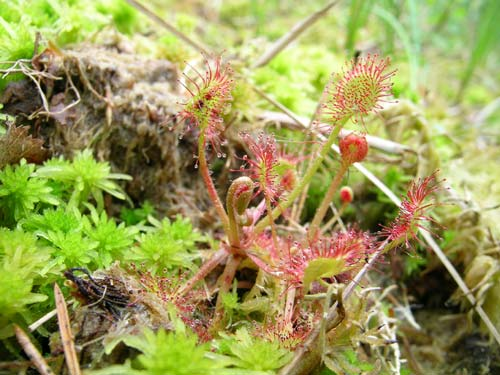
Espèce rare, le drosera rotundifolia est présent au niveau de l'ancien « étang rompu ».

Ainsi, des études sont menées dans la région dès les années 1960 par la Société botanique du Centre-Ouest, révélant la présence de plantes acidophiles parfois très rares, comme le Drosera rotundifolia (répertorié au niveau de l'ancien « étang rompu », actuel lac Baron-Desqueyroux) ou la Eriophorum angustifolium. Ces prospections s'étendent à une partie des landes de Montendre et de Montlieu au cours des années qui suivent, et des « sessions extraordinaires » sont organisées, réunissant des centaines de botanistes venus de toute la France.
La préservation de la biodiversité a conduit à intégrer 4 % de la surface communale dans une zone naturelle d'intérêt écologique, faunistique et floristique de classe I (petits espaces homogènes) – soit respectivement les landes de Grégoire et les tourbières de Montendre – et 43 % dans une zone de classe II (grands espaces naturels riches), les « Landes de Montendre ». Cet ensemble, qui couvre plusieurs communes, bénéficie d'une protection spéciale dans le cadre du réseau de protection des espaces naturels de grande valeur patrimoniale Natura 2000 (classement en « site d'importance communautaire »).
Outre une incontestable richesse floristique, le site héberge une population de cistudes d'Europe, de lézards ocellés, de visons, de loutres, et de certaines espèces d'insectes rares (libellules).

### Climat
Le climat, de type océanique aquitain, se traduit par une pluviosité régulière, plus abondante en automne et en hiver, par des étés tempérés par la brise marine et par des hivers doux. Dans la région des « trois monts » (Montendre, Montlieu et Montguyon), les précipitations sont généralement plus marquées que dans le reste du département, atteignant 900 à 1 000 mm/an (- de 800 mm sur les côtes, 800 à 900 mm dans la région de Saintes ; moyenne régionale : 838 mm/an), soit approximativement 126,5 jours de pluie/an ; caractéristiques climatiques qui rapprochent la Haute Saintonge du Bordelais. Un déficit hydrique apparaît généralement pendant les mois d'été; ces sécheresses estivales sont plus ou moins accusées selon les années. L'ensoleillement, qui avoisine les 2 250 heures/an (proche de celui des côtes méditerranéennes) sur le littoral, décroît dans l'intérieur des terres, pour se stabiliser aux alentours de 2 000 heures/an en Haute Saintonge. La température moyenne dans cette partie du département est de 12,5 °C, avec un minimum en janvier et un maximum en août.
Les relevés des stations météorologiques de La Rochelle et de Cognac entre 1946 et 2000 permettent de déterminer quelques dates majeures au point de vue climatique dans la région : ainsi, au cours de cette période, la température la plus froide est relevée le 15 février 1956 : −19,4 °C à Cognac, −13,6 °C à La Rochelle. Un pic de température (dépassé seulement au cours de la canicule de 2003) est atteint le 12 juillet 1949 à Cognac, avec 40,1 °C ; le 8 juillet 1982, 39 °C sont relevés à La Rochelle.
Si 1953 est considérée comme l'année la plus sèche, 1952 est l'année la plus pluvieuse à Cognac, et 2000 à La Rochelle.
La Charente-Maritime est le département français le plus durement touché par la tempête Martin du 27 décembre 1999. Les records nationaux de vents enregistrés sont atteints avec 198 km/h sur l'île d'Oléron et 194 km/h à Royan. Les fortes rafales de vent causent des dégâts importants en Haute Saintonge, notamment sur le massif forestier de la Double. La Haute Saintonge est de nouveau frappée une violente tempête en 2009, Klaus, mais est relativement épargnée par la tempête Xynthia en 2010, qui touche surtout le littoral.
Les tableaux suivants résument les principales données climatiques des stations de Météo-France de Cognac (environ 45 kilomètres à l'est) et de Bordeaux (50 kilomètres au sud-ouest).

#### Données météorologiques à Cognac
| Mois                              | jan. | fév.  | mars  | avril | mai   | juin  | jui.  | août  | sep.  | oct. | nov. | déc. | année   |
| --------------------------------- | ---- | ----- | ----- | ----- | ----- | ----- | ----- | ----- | ----- | ---- | ---- | ---- | ------- |
| Température minimale moyenne (°C) | 2    | 2,8   | 3,8   | 6,2   | 9,4   | 12,4  | 14,4  | 14    | 12,1  | 8,9  | 4,7  | 2,6  | 7,8     |
| Température moyenne (°C)          | 5,4  | 6,7   | 8,5   | 11,1  | 14,4  | 17,8  | 20,2  | 19,7  | 17,6  | 13,7 | 8,6  | 5,9  | 12,5    |
| Température maximale moyenne (°C) | 8,7  | 10,5  | 13,1  | 15,9  | 19,5  | 23,1  | 26,1  | 25,4  | 23,1  | 18,5 | 12,4 | 9,2  | 17,7    |
| Ensoleillement (h)                | 80   | 103,9 | 153,3 | 184,5 | 204,9 | 239,6 | 276,4 | 248,3 | 199,4 | 159  | 96,8 | 78,8 | 2 024,9 |
| Précipitations (mm)               | 80,4 | 67,3  | 65,9  | 68,3  | 71,6  | 46,6  | 45,1  | 50,2  | 59,2  | 68,6 | 79,8 | 80   | 783,6   |

#### Données météorologiques à Bordeaux
| Mois                              | jan.  | fév.  | mars | avril | mai  | juin | jui. | août | sep. | oct. | nov.  | déc.  | année |
| --------------------------------- | ----- | ----- | ---- | ----- | ---- | ---- | ---- | ---- | ---- | ---- | ----- | ----- | ----- |
| Température minimale moyenne (°C) | 2,8   | 3,4   | 4,6  | 6,6   | 10,3 | 13   | 15,1 | 15,2 | 12,5 | 9,5  | 5,5   | 3,8   | 8,5   |
| Température moyenne (°C)          | 6,4   | 7,6   | 9,6  | 11,6  | 15,4 | 18,3 | 20,8 | 20,9 | 18,1 | 14,2 | 9,4   | 7,3   | 13,3  |
| Température maximale moyenne (°C) | 10    | 11,7  | 14,5 | 16,5  | 20,5 | 23,5 | 26,4 | 26,6 | 23,7 | 18,8 | 13,4  | 10,7  | 18,1  |
| Record de froid (°C)              | −16,4 | −15,2 | −9,9 | −5,3  | −1,8 | 2,5  | 4,8  | 1,5  | −1,8 | −5,3 | −12,3 | −13,4 | −16,4 |
| Record de chaleur (°C)            | 20,2  | 26,2  | 29,8 | 31,1  | 35,4 | 38,5 | 39,2 | 41,9 | 37,6 | 32,2 | 25,1  | 22,5  | 41,9  |
| Précipitations (mm)               | 92    | 82,6  | 70   | 80    | 83,9 | 63,8 | 54,5 | 59,5 | 90,3 | 94,1 | 106,9 | 106,7 | 984,1 |

### Voies de communication et transports

#### Voies routières
La commune est traversée par un axe de communication important et plusieurs voies secondaires. La D 730 appartient au réseau des routes départementales de première catégorie (fréquentation importante : plus de 3 000 véhicules par jour). Cet axe majeur irrigue toute la partie méridionale du département, passant par Montlieu-la-Garde, Montguyon et Saint-Aigulin, jusqu'à La Roche-Chalais, en Dordogne. C'est également la principale voie de communication rejoindre Mirambeau, Royan et les stations balnéaires de la Côte de Beauté. La D 730 passe par le centre-ville, où elle prend le nom d'avenue de Royan et d'avenue de la république. Une voie de contournement (boulevard de Saintonge) a été aménagée afin d'éviter le centre-ville : elle contourne les rues du centre par le nord et rejoint la D 730 au niveau du lieu-dit « Les châtaigniers », à proximité de la gare.

Liaisons SNCF de Montendre et de l'ex-région Poitou-Charentes.

Traversant la commune selon un axe nord/sud, la D 19 est un axe de moindre importance. Il donne accès au chef-lieu de l'arrondissement, Jonzac (au nord), en passant par les communes de Chartuzac, Villexavier et Saint-Simon-de-Bordes. La D 253, qui vient se greffer sur*/  la D 137 entre Étauliers et Cartelègue, permet de rejoindre Blaye, Saint-André-de-Cubzac et Bordeaux. Enfin, la D 145 (qui se prolonge par la D 152 et la D 23) permet de rejoindre la petite cité de Saint-Savin.
Bien que situées en dehors des limites de la commune, l'autoroute A10 (sortie à Mirambeau) et la RN 10 (sortie à Montlieu-la-Garde) contribuent au désenclavement de la région. L'autoroute A10, « L'aquitaine », qui relie Bordeaux à Paris, a été achevée en 1981. Elle constitue un des éléments majeurs du réseau autoroutier français. Quant à la RN 10, elle est classée « grande liaison d'aménagement du territoire ». Sa fréquentation est importante : son trafic moyen journalier annuel est de 15 560 véhicules, dont 43 % de poids lourds.
La compagnie de transports départementaux « Les mouettes » (bus) dessert la commune, qui accueille également une gare SNCF. L'aérodrome de Montendre - Marcillac est situé sur la commune voisine de Marcillac, en Gironde. Il n'accueille cependant pas de vols commerciaux. L'aéroport le plus proche est celui de Bordeaux-Mérignac.

#### Voies ferroviaires
La ville de Montendre comptait autrefois deux gares de chemins de fer : la gare de la Compagnie des Charentes (devenue gare des Chemins de fer de l'État en 1878, actuelle gare SNCF) et la gare de la Compagnie des chemins de fer économiques des Charentes (tramways départementaux. La ligne Saint-Aigulin-Mirambeau par Montendre, mise en service en 1902, cesse de fonctionner en 1934). Les deux gares ont donné lieu à la construction d'un nouveau quartier, dit quartier des Deux-Gares.
L'implantation d'une première ligne de chemins de fer dans le sud du département est envisagé dès 1846. Plusieurs tracés sont étudiés, et la décision est finalement prise de faire de Montendre une halte sur cette ligne, du fait de sa proximité avec Blaye, alors important port de guerre (avant-port de Bordeaux). Il faut cependant attendre de nombreuses années que le projet se concrétise, et le 6 novembre 1871, la gare de Montendre (alors terminus) est inaugurée, en présence de nombreux notables locaux. La ligne est ensuite progressivement prolongée vers le sud, en direction de Bordeaux, où elle arrive en 1886.
En dépit de menaces de fermeture dans les années 1990, la gare de Montendre est toujours en service actuellement. Elle est desservie par des trains du réseau TER Nouvelle-Aquitaine et Intercités.

### Transports en commun
La commune est desservie par le réseau de transports départementaux « Les Mouettes ». Des correspondances existent avec les gares de Saintes et Jonzac.

## Urbanisme

### Typologie
Au 1er janvier 2024, Montendre est catégorisée bourg rural, selon la nouvelle grille communale de densité à 7 niveaux définie par l'Insee en 2022.
Elle appartient à l'unité urbaine de Montendre, une agglomération intra-départementale dont elle est ville-centre,. La commune est en outre hors attraction des villes,.

### Occupation des sols
L'occupation des sols de la commune, telle qu'elle ressort de la base de données européenne d’occupation biophysique des sols Corine Land Cover (CLC), est marquée par l'importance des territoires agricoles (47,9 % en 2018), en diminution par rapport à 1990 (50,4 %). La répartition détaillée en 2018 est la suivante : 
zones agricoles hétérogènes (21,7 %), milieux à végétation arbustive et/ou herbacée (20,2 %), forêts (19,7 %), prairies (13,2 %), zones urbanisées (10,8 %), terres arables (8,5 %), cultures permanentes (4,5 %), zones industrielles ou commerciales et réseaux de communication (1,3 %). L'évolution de l’occupation des sols de la commune et de ses infrastructures peut être observée sur les différentes représentations cartographiques du territoire : la carte de Cassini (XVIIIe siècle), la carte d'état-major (1820-1866) et les cartes ou photos aériennes de l'IGN pour la période actuelle (1950 à aujourd'hui).

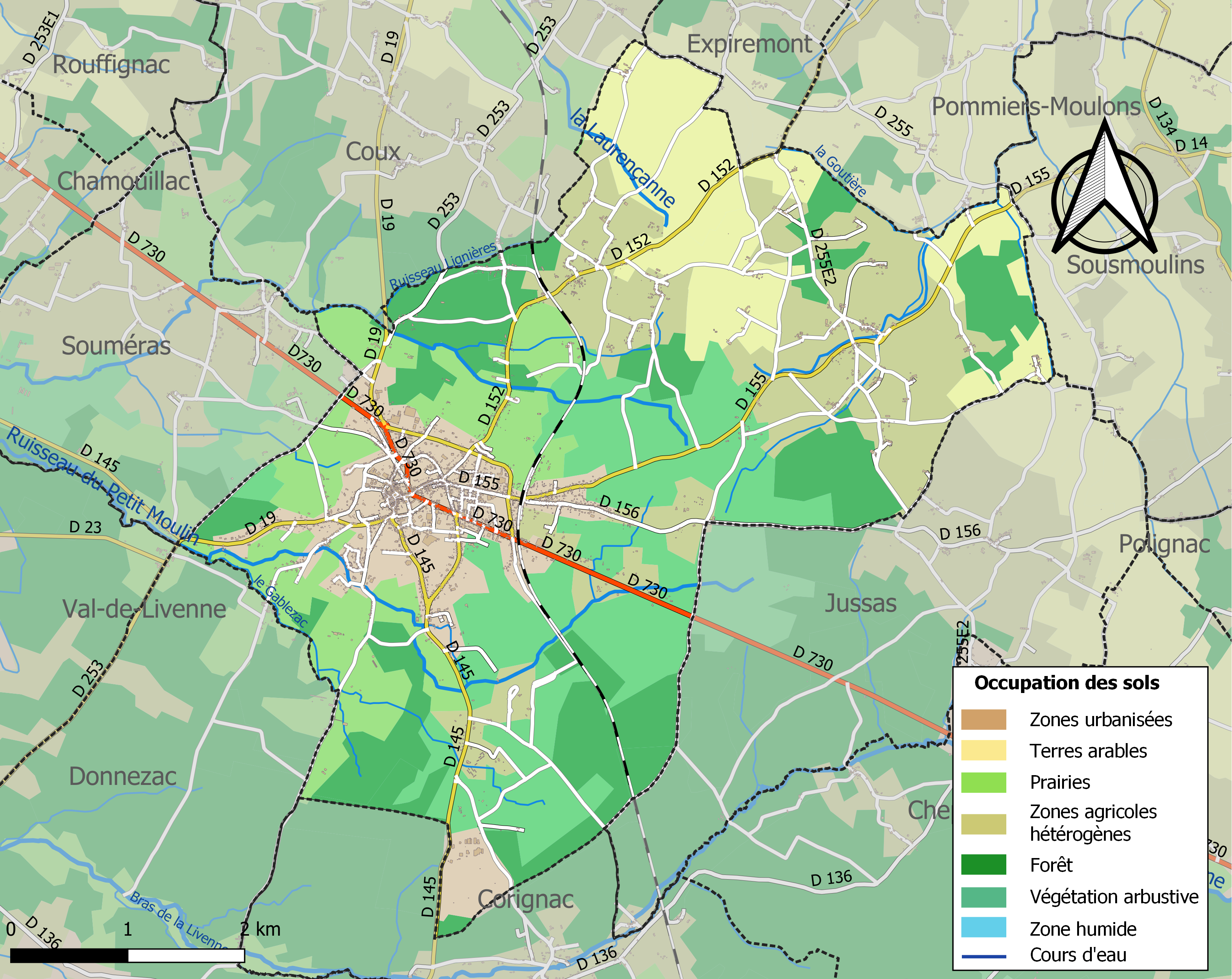
Carte des infrastructures et de l'occupation des sols de la commune en 2018 (CLC).

### Logements
De façon globale, la population de la commune a des revenus inférieurs aux estimations nationales : la moyenne des revenus par an et par ménage y est de 12 435 € (moyenne nationale : 15 027 €/an et par ménage).
Le taux de personnes propriétaires de leur logement est légèrement supérieur à la moyenne nationale, soit 58 % (moyenne nationale : 55,3 %) ; parallèlement, 34,9 % des habitants de la commune sont locataires (moyenne nationale : 39,8 %) et 7 % logés gratuitement (moyenne nationale : 4,9 %).
Le parc immobilier de la commune est constitué de 1694 logements. Ceux-ci sont presque exclusivement des résidences principales (83,1 %), le reste étant partagé entre résidences secondaires (9,1 %) et logements vacants (7,8 %). La grande majorité des logements sont des maisons individuelles, lesquelles représentent 86,4 % du parc immobilier (moyenne nationale : 55,3 %) ; le reste se répartissant entre appartements (8,3 %) et logements alternatifs (5,3 %). L'habitat est composé de demeures assez vastes, principalement des 5 pièces ou plus, qui constituent 37,6 % du parc immobilier de la commune (moyenne nationale : 31,5 %); suivent les 4 pièces (33,5 %), les 3 pièces (18 %), les 2 pièces (7 %) et les studios (3,8 %).

### Risques majeurs
Le territoire de la commune de Montendre est vulnérable à différents aléas naturels : météorologiques (tempête, orage, neige, grand froid, canicule ou sécheresse), inondations, feux de forêts, mouvements de terrains et séisme (sismicité faible). Il est également exposé à un risque technologique,  le transport de matières dangereuses. Un site publié par le BRGM permet d'évaluer simplement et rapidement les risques d'un bien localisé soit par son adresse soit par le numéro de sa parcelle.

#### Risques naturels
Certaines parties du territoire communal sont susceptibles d’être affectées par le risque d’inondation par débordement de cours d'eau, notamment la Laurençanne, le ruisseau des Hauts Ponts et le ruisseau du Petit Moulin. La commune a été reconnue en état de catastrophe naturelle au titre des dommages causés par les inondations et coulées de boue survenues en 1982, 1986, 1993, 1999 et 2010,.
Montendre est exposée au risque de feu de forêt du fait de la présence sur son territoire du massif de la Double saintongeaise, un massif classé à risque dans le plan départemental de protection des forêts contre les incendies (PDPFCI), élaboré pour la période 2017-2026 et qui fait suite à un plan 2007-2016. Les mesures individuelles de prévention contre les incendies sont précisées par divers arrêtés préfectoraux et s’appliquent dans les zones exposées aux incendies de forêt et à moins de 200 mètres de celles-ci. L’article L.131-1 du code forestier et l’arrêté du 2 décembre 2020 règlementent l'emploi du feu en interdisant notamment d’apporter du feu, de fumer et de jeter des mégots de cigarette dans les espaces sensibles et sur les voies qui les traversent sous peine de sanctions. Un autre arrêté du 2 décembre 2020 rend le débroussaillement obligatoire, incombant au propriétaire ou ayant droit,,,.

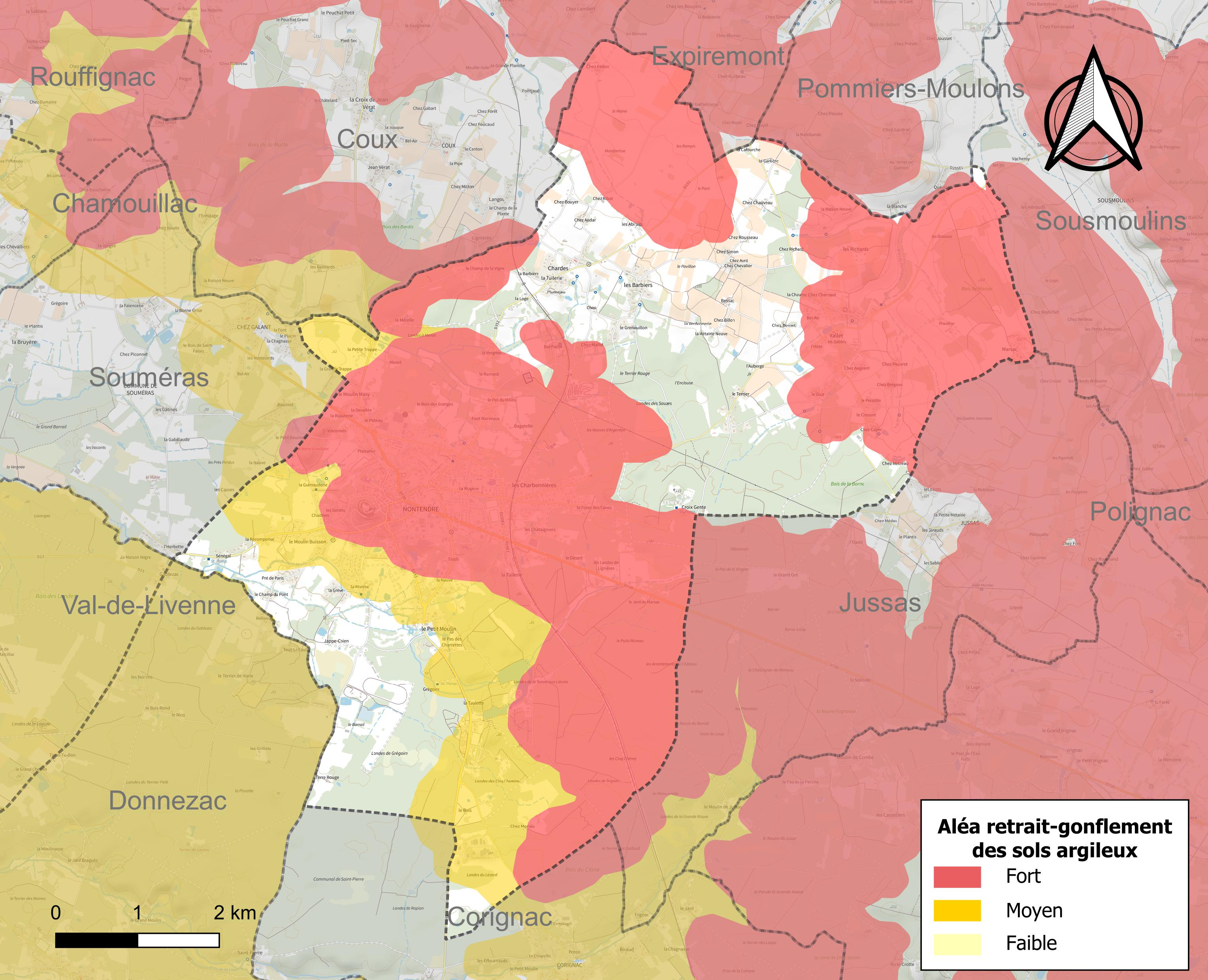
Carte des zones d'aléa retrait-gonflement des sols argileux de Montendre.

Les mouvements de terrains susceptibles de se produire sur la commune sont des tassements différentiels.
Le retrait-gonflement des sols argileux est susceptible d'engendrer des dommages importants aux bâtiments en cas d’alternance de périodes de sécheresse et de pluie. 67,4 % de la superficie communale est en aléa moyen ou fort (54,2 % au niveau départemental et 48,5 % au niveau national). Sur les 1 846 bâtiments dénombrés sur la commune en 2019,  1 612 sont en aléa moyen ou fort, soit 87 %, à comparer aux 57 % au niveau départemental et 54 % au niveau national. Une cartographie de l'exposition du territoire national au retrait gonflement des sols argileux est disponible sur le site du BRGM,.
Par ailleurs, afin de mieux appréhender le risque d’affaissement de terrain, l'inventaire national des cavités souterraines permet de localiser celles situées sur la commune.
Concernant les mouvements de terrains, la commune a été reconnue en état de catastrophe naturelle au titre des dommages causés par la sécheresse en 1989, 1991, 2003, 2005, 2009, 2011 et 2017 et par des mouvements de terrain en 1999 et 2010.

#### Risques technologiques
Le risque de transport de matières dangereuses sur la commune est lié à sa traversée par une ou des infrastructures routières ou ferroviaires importantes ou la présence d'une canalisation de transport d'hydrocarbures. Un accident se produisant sur de telles infrastructures est susceptible d’avoir des effets graves sur les biens, les personnes ou l'environnement, selon la nature du matériau transporté. Des dispositions d’urbanisme peuvent être préconisées en conséquence.

## Toponymie
Montendre est attesté sous la forme latinisée de Monte Andronis en 1116,, pour la première fois dans une charte médiévale.
C'est une formation toponymique médiévale en Mont- suivie comme c'est généralement le cas d'un anthroponyme. Il pourrait s'agir du nom de personne germanique Andar,. Le nom de personne a été latinisé en Andronis dans les textes, d'après les noms de personne en -on au cas régime (type Guy / Guyon, cf. ci-dessous). Par la suite, on trouve les formes romanes avec la graphie Montandre, puis Montendre par étymologie populaire « Mont tendre ».
Cette formation toponymique est parallèle à celle de Montguyon (Montis Gwidonis en 1242) à environ 20 km de Montendre et qui repose sur un autre anthroponyme d'origine germanique, à savoir Guy, avec la désinence -on du cas régime.

## Histoire

### Un site stratégique
L'occupation humaine du site est très ancienne, comme en témoigne la découverte récente d'un ou plusieurs dolmens sur les contreforts du mont où sera édifié beaucoup plus tard le château. Il faut cependant attendre la période gallo-romaine pour que se développe un premier bourg, ancêtre de Montendre, autour d'un camp fortifié établi sur une éminence, l'actuelle colline du château. La légende fait remonter la fondation de cet oppidum à la conquête romaine de l'Aquitaine : un officier de Crassus, nommé Andron, aurait établi un premier camp dans la région, d'où le nom de la ville : Mons Andronis (Mont d'Andron). Or, il n'y a aucune trace du nom de Montendre avant le Moyen Âge et Andron n'est pas un nom utilisé par les Romains.
L'histoire de Montendre demeure relativement méconnue pour ce qui est des premiers siècles de notre ère. Des récits évoquent le passage dans la région de Charlemagne, à la poursuite du duc Hunald, sans qu'il soit possible de savoir où commence la réalité historique et où finit la légende. Un peu plus tard, un premier château, sans doute en bois et fort rudimentaire, est établi à l'emplacement présumé du camp romain (IXe siècle). Il faut attendre 1032 et le capitulaire de l'abbaye de Cellefrouin pour qu'apparaisse le nom du plus ancien seigneur de Montendre connu : Guillaume Ier. Son petit-fils, Guillaume III, épouse Arsende de Didonne en 1151, cumulant de ce fait les titres de seigneur de Montendre et de sieur de Didonne (importante seigneurie couvrant la rive droite de la Gironde, et centrée sur Saint-Georges-de-Didonne). Au début du XIIIe siècle, Montendre passe à Geoffroy III de Tonnay (Tonnay-Charente). La petite cité est alors un pôle commerçant modeste mais dynamique, qui rayonne sur la région alentour. Le bourg s'organise autour de halles, sises au centre d'un petit vallon, où se concentrent la plupart des habitations, et de deux champs de foire établis aux principales sorties de la ville : marché aux porcs au nord, marché aux bestiaux au sud. Deux collines encadrent la cité : la colline du château, qui culmine à près de 114 mètres, porte un château en pierre depuis le XIIe siècle. Véritable forteresse, il est doté d'épaisses murailles (presque deux mètres !), d'une tour carrée et de robustes tours rondes, qui permettent d'éviter les angles morts. La colline de l'église, qui lui fait face, est moins bien moins haute; elle abrite, comme son nom le laisse supposer, une église (dont il ne subsiste plus de traces), un cimetière, le presbytère et plusieurs moulins à vent. Des chemins de terre relient le bourg à une multitude de hameaux, répartis à travers la campagne.

### Le «Combat des Sept Chevaliers»
« Après, dit-il, je vis sept nobles preux, armés à blanc, ayant au poing la hache, qui défirent sept arrogans Anglois, où pas un d’eux si ne se montra lasche. Car si très-bien firent sans épargner, qu’assez en peut Montandre témoigner, château cogneu où fut l’emprinte faîte, et des Anglois honteux la défaite. »

— Octavien de Saint-Gelais —
Depuis le remariage de la duchesse Aliénor d'Aquitaine avec Henri Plantagenêt (1154), Saintonge, Guyenne, Angoumois et Poitou sont partie intégrante d'une grande Aquitaine, sous influence anglaise. En dépit de revirements ponctuels, les seigneurs de Montendre restent, dans l'ensemble, attachés au parti anglo-aquitain. Au moment de la guerre de Cent Ans, la ville – et avant tout son château – attirent les convoitises des deux partis, et passe aux mains des uns et des autres, non sans quelques destructions. En 1365, le château est confisqué par Édouard de Woodstock, prince d'Aquitaine et de Galles, mieux connu sous le nom de « Prince noir ». Ce dernier en fait don à son lieutenant Bertrand II de Preyssac, soudan de La Trau et sieur de Didonne. Vingt ans plus tard, Charles V s'en empare, et le confie à Jean II Harpedanne, sénéchal de Saintonge. C'est ce même Jean de Harpedanne qui préside, le 19 mai 1402, le célèbre « Combat des Sept » qui, dans la même veine que le non moins célèbre « combat des Trente », oppose, dans un pré au bas du château (en un lieu baptisé depuis lors « motte à Vaillant »), sept chevaliers français et sept chevaliers anglo-aquitains. Ce combat « entre gentilshommes » se solde par la mort d'un combattant aquitain : en dépit de son caractère « symbolique », cette  « victoire » française sera chantée (entre autres) par les poètes Octavien de Saint-Gelais (dans son Verger d'honneur) et Christine de Pisan comme un haut fait d'armes, et alimentera la « propagande » française longtemps, pendant et après ce long conflit. À Montendre, la guerre de Cent Ans se termine en 1452 par la prise du château par les Français de Jehan (Jean) de Brosse; prélude à la chute complète de l'Aquitaine l'année suivante.

### Un bastion réformé
La région, comme bien d'autres, apparaît comme sinistrée par tant d'années de guerre, de pillages et d'exactions en tout genre. En bien des endroits, les champs sont envahis de ronces, devenus des « désers » qu'il faut remettre en valeur. Les régions dépeuplées voient arriver des « colons » originaires d'autres provinces, attirés par des baux avantageux. Ce sont eux qui permettent la « reconstruction agraire », dont la toponymie garde de nombreuses traces (nombre de hameaux issus d'anciennes fermes portant depuis lors le nom de leur premier propriétaire, précédé de « chez »). Cette seconde moitié de XVe siècle est également caractérisée par une perte des repères dans le domaine de la religion, prêtres et moines ne donnant pas toujours l'exemple d'une vie exemplaire. Ces excès sont une des causes de la Réforme religieuse prônée à peu près au même moment, et qui connaît un remarquable développement dans la province au siècle suivant.
Le protestantisme gagne une partie de la population, et certains seigneurs ne sont pas les derniers à prendre parti pour la foi réformée. C'est notamment le cas à Montendre, où Louis de La Rochefoucauld devient un des principaux chefs des armées réformées pendant les guerres de religion. De nombreuses églises de la châtellenie sont saccagées, puis purement et simplement détruites : ainsi de l'église de Montendre, mais aussi de celles de Chardes et de Vallet. En 1598, à l'issue du conflit, Henri IV fait de Montendre une « place de sûreté » protestante, au même titre que Pons ou Royan. Une garnison est installée dans le château. En 1608, un petit détachement d'aventuriers réussi à se rendre maître de la forteresse par surprise, au cours d'un événement passé à la postérité sous le nom de « Surprise de Montendre ». Cette « occupation » ne dure guère, le seigneur de Montendre faisant le nécessaire pour chasser les factieux dans les jours qui suivent.

### Le premier essor de la ville
Au XVIIIe siècle, l'ingénieur et géographe Claude Massé décrit le bourg de Montendre dans un de ses mémoires : « Ce lieu est situé dans une plaine entourée de landes : il y a, joignant le bourg, un château au sommet d'une butte fort élevée que l'on découvre de très loin », poursuivant : « Le bourg est bien joli, où il y a de bons bourgeois, marchands et artisans ». Le bourg est alors un centre agricole d'une certaine importance, rythmé par ses marchés (le jeudi) et ses foires annuelles, au nombre de huit. En 1750, le marquis de Villegagnon, nouveau maître du marquisat de Montendre, fonde une maison de charité destinée aux pauvres et aux malades, futur Hôtel-Dieu (détruit en 1966).
La Révolution n'est caractérisée, dans la commune nouvellement créée, par aucun fait véritablement marquant. Le XIXe siècle est, au contraire, une période de développement intense, marquée par la construction d'une nouvelle église (de 1816 à 1825), d'un temple protestant (1820), la construction de nouvelles halles (1863), la modernisation du centre-bourg et l'alignement des façades des maisons (à partir de 1861), la mise en service d'une première ligne télégraphique (1869), l'arrivée du chemin de fer (1871), la mise en place de réverbères dans les rues (1873) et l'arrivée de l'électricité dans une partie du bourg (1895). Au début du XXe siècle, le vote de la loi de séparation des Églises et de l'État (1905) est la cause de tensions sociales, qui culminent en 1906 au moment de l'inventaire des biens mobiliers et immobiliers de l'église paroissiale : près de 300 fidèles s'y enferment, chantant des cantiques, bien décidés à empêcher les fonctionnaires d'y pénétrer!

### Les «années noires»
La guerre d'Espagne apparaît par bien des aspects comme un terrible avant-goût de la Seconde Guerre mondiale. Devant le flot de réfugiés fuyant à la fois les combats et l'avancée des troupes nationalistes (franquistes), le ministre de l'intérieur envoie une circulaire aux préfets afin de trouver des locaux présentant des « garanties de salubrité et d'hygiène » où accueillir les réfugiés. Des immeubles sont réquisitionnés à La Rochelle, Saintes, Saint-Jean-d'Angély et Rochefort. En 1939, décision est prise de placer les Espagnols dans des centres de rassemblement : en Charente-Inférieure, on aménage celui de Montguyon.
Le 22 juin 1940, l'arrivée d'un détachement de la 44e division de la Wehrmacht marque le début d'une occupation appelée à durer quatre ans. Un camp de réfugiés (« camp des Chaumes »), aménagé aux premiers mois de la guerre afin d'accueillir des réfugiés de l'est de la France, est transformé en camp d'"asilés" espagnols, où sont regroupés, notamment, les réfugiés de Montguyon. Gardés par des gendarmes et des gardes civiques, les « asilés » sont réquisitionnés comme travailleurs au camp d'aviation allemand de Bussac-Forêt. Au moment de la libération de la ville par les FFI (1er septembre 1944), des prisonniers de guerre allemands viennent prendre leur place jusqu'en 1947 et certains furent employés à construire le stade municipal et à creuser la piscine municipale. En 2012, la commune  de Montendre a réaménagé la place des Chaumes sur le site de l'ancien camp, et une élévation bois (bâtie et offerte par la ville jumelle de Sulz-am-Neckar) figure désormais les anciens baraquements où furent parqués plusieurs centaines d'exilés espagnols entre août 1940 et janvier 1944. Une céramique espagnole, offerte par la ville  jumelle de Onda représente le plan de l'ancien camp. Elle a été dévoilée publiquement lors de l'inauguration du 14 juillet 2012.

### Le renouveau
La deuxième moitié du XXe siècle est marquée par un nouveau développement de la ville, qui se dote d'équipements touristiques (syndicat d'initiative, piscine, base de loisirs et lac Baron-Desqueyroux dans les années 1950 ; villages de vacances et camping municipal vingt ans plus tard), éducatifs (collège Samuel-Duménieu en 1968, groupe scolaire Jacques-Beaumont, nouvelle école maternelle en 1987) ou culturels (salle des fêtes en 1976). Des lotissements et des logements HLM sont édifiés (Grand Pré, La Rivière, Cité des Chaumes).
Le 1er janvier 1973, les communes de Montendre, de Chardes et de Vallet fusionnent en une seule entité. Elles ont depuis lors le statut de « communes associées ».
La modernisation de la cité se poursuit à partir des années 1980 avec le début du réaménagement du centre-ville (création de rues piétonnes, mise en valeur de la Grand'Rue, de la place des Halles, de la rue du Four), la création d'un bassin ludique (1994), d'un centre culturel avec salles de réunion et médiathèque (1996) et d'une nouvelle gendarmerie (2003).

## Politique et administration

### Tendances politiques et résultats
L'analyse des résultats de l'élection présidentielle de 2007 montre une prédominance de la gauche, tant au premier qu'au second tour du scrutin. La candidate socialiste Ségolène Royal, avec 33,86 % au premier tour, devance son adversaire UMP Nicolas Sarkozy, qui totalise pour sa part 28,02 % des suffrages. Le candidat du MoDem François Bayrou arrive en troisième position (14,93 %), devançant largement le candidat du Front national Jean-Marie Le Pen (9,67 %). Au second tour, Ségolène Royal conserve et consolide son avantage, obtenant 54,78 % des suffrages, soit une avance de plus de 9 % (179 voix) sur Nicolas Sarkozy, fort de 45,22 % des suffrages. Le taux d'abstention du premier tour (15,15 %) et celui du second tour (15,06 %) sont légèrement inférieurs aux moyennes nationales (16,23 % et 16,03 %).
Les élections législatives qui suivent sont au contraire remportées par la majorité UMP, Dominique Bussereau conservant son siège de député de la quatrième circonscription de la Charente-Maritime, obtenant 42,13 % des voix dans la commune (devant la candidate socialiste Régine Joly, soutenue par 36,25 % des électeurs). Le taux d'abstention atteint 38,37 %, chiffre à peine inférieur aux estimations nationales du premier tour (39,58 %).
Les élections régionales de 2010 sont remportées par la liste de gauche conduite par Ségolène Royal, présidente sortante de la région Poitou-Charentes (63,38 % des suffrages, soit 779 voix) sur la liste UMP de Dominique Bussereau (36,62 %, soit 450 voix). Ces résultats sont conformes à ceux enregistrés au niveau régional, donnant Ségolène Royal vainqueur (60,61 % contre 39,39 % pour Dominique Bussereau).
Ces résultats favorables à la gauche s'inscrivent dans le prolongement des élections régionales de 2004, la liste conduite par Ségolène Royal ayant alors obtenu 57,92 %, largement devant son adversaire UMP Élizabeth Morin (33,23 %). La liste FN de Jean-Romée Charbonneau, qui se retrouvait en position d'arbitre, n'a cependant obtenu que 8,85 % des scrutins.
Résultats du second tour de l'élection présidentielle de 2007 :
- élection présidentielle de 2007 : 54,78 % pour Ségolène Royal (PS), 45,22 % pour Nicolas Sarkozy (UMP). Participation : 84,94 %[57].

Résultats des élections législatives de 2007 et 2002 :
- élections législatives de 2007 : 42,13 % pour Dominique Bussereau (UMP), 36,25 % pour Régine Joly (PS). Participation : 61,63 %[59].
- élections législatives de 2002 : 50,80 % pour Dominique Bussereau (UMP), 49,20 % pour Philippe Callaud (PRG). Participation : 63,19 %[63]

Résultats des élections régionales de 2010 et 2004 :
- élections régionales de 2010 : 63,38 % pour Ségolène Royal (PS), 36,62 % pour Dominique Bussereau (UMP). Participation : 57,94 %[60].
- élections régionales de 2004 : 51,80 % pour Ségolène Royal (PS), 37,65 % pour Élizabeth Morin (UMP), 10,55 % pour Jean-Romée Charbonneau (FN). Participation : 66,77 %[62].

### Administration municipale
De 1789 à 1799, en vertu de la loi du 14 décembre 1789, les agents municipaux (maires) sont élus au suffrage direct pour 2 ans et rééligibles, par les citoyens actifs de la commune âgés d'au moins 25 ans, contribuables payant une contribution au moins égale à 3 journées de travail dans la commune. Sont éligibles ceux qui paient un impôt équivalent au moins à dix journées de travail.
De 1799 à 1848, la constitution du 22 frimaire an VIII (13 décembre 1799) revient sur l’élection du maire, les maires sont nommés par le préfet pour les communes de moins de 5 000 habitants. La Restauration instaure la nomination des maires et des conseillers municipaux. Après les lois organiques 1831, les maires sont nommés (par le roi pour les communes de plus de 3 000 habitants, par le préfet pour les plus petites), mais les conseillers municipaux sont élus au suffrage censitaire pour six ans.
Du 3 juillet 1848 à 1851, les maires sont élus par le conseil municipal pour les communes de moins de 6 000 habitants.
De 1851 à 1871, les maires sont nommés par le préfet, pour les communes de moins de 3 000 habitants et pour 5 ans à partir de 1855. Après 1871, les maires sont de nouveau élus, sauf dans les chefs-lieux (de départements, d'arrondissements ou de cantons).
Ce n'est que le 28 mars 1882, qu'une loi sur l’organisation municipale (encore en vigueur) est votée, et qui régit le principe de l'élection du maire et des adjoints par le conseil municipal, quelle que soit l'importance de la commune (sauf pour Paris). La loi du 5 avril 1884 fixe le mandat à quatre ans, durée portée le 10 avril 1929 à six ans.
La commune ayant moins de 3 500 habitants l'élection des conseillers municipaux est au scrutin majoritaire plurinominal à deux tours, avec panachage :
- au premier tour, des candidats sont élus s'ils ont obtenu la majorité absolue et le vote d'au moins le quart des électeurs inscrits[66] ;
- au second tour, la majorité relative suffit. Les listes ne sont pas obligatoires. Les suffrages sont comptabilisés individuellement, et le panachage est autorisé.

De par sa taille, la commune dispose d'un conseil municipal de 23 membres (article L2121-2 du Code général des collectivités territoriales). Lors du scrutin de 2008, Bernard Lalande est élu conseiller municipal au premier tour puis élu maire par le conseil municipal.

### Liste des maires
| Période                            | Période       | Identité                  | Étiquette | Qualité                                                   |
| ---------------------------------- | ------------- | ------------------------- | --------- | --------------------------------------------------------- |
| 1793                               | 1795          | Pierre Jullien            |           |                                                           |
| 1795                               | 1798          | Jean-Roger Geneuil        |           |                                                           |
| 1798                               | 1800          | François Millie           |           |                                                           |
| 1800                               | 1804          | Charles Niquet            |           |                                                           |
| 1804                               | 1807          | Jean-Roger Geneuil        |           |                                                           |
| 1807                               | 1810          | Pierre Broussard          |           |                                                           |
| 1810                               | 1812          | Jean-Baptiste Villefumade |           |                                                           |
| 1812                               | 1830          | André Rocher              |           |                                                           |
| 1830                               | 1831          | Jean Morpain              |           |                                                           |
| 1831                               | 1845          | Gabriel Poinstaud         |           |                                                           |
| 1845                               | 1876          | Alphonse Marchand         |           | Négociant en tissus                                       |
| 1876                               | 1877          | Jean Robert               |           |                                                           |
| 1877                               | 1907          | Maurice Marchand          |           |                                                           |
| 1907                               | 1908          | Émile Gagnier             |           |                                                           |
| 1908                               | 1909          | Maurice Marchand          |           |                                                           |
| 1909                               | 1912          | François Manseau          |           |                                                           |
| 1912                               | 1914          | Abel Robert               |           |                                                           |
| 1914                               | avril 1919    | François Manseau          |           |                                                           |
| avril 1919                         | décembre 1919 | Emile Chemineau           |           |                                                           |
| décembre 1919                      | 1920          | Edmond Robert             |           |                                                           |
| 1920                               | 1925          | Louis Fétis               |           |                                                           |
| 1925                               | 1929          | Georges Moinard           |           |                                                           |
| 1929                               | 1941          | Édouard Arrive            |           |                                                           |
| 1941                               | 1944          | Paul Poirier              |           |                                                           |
| 1944                               | 1945          | Georges Taulot            |           |                                                           |
| 1945                               | 1971          | Paul Poirier              |           |                                                           |
| 1971                               | 1989          | Claude Augier             | DVD       | Conseiller général (1985-1998)                            |
| 1989                               | 1993          | Pierre Fretel             |           |                                                           |
| 1993                               | 2017          | Bernard Lalande           | PS        | Expert-comptable Sénateur, conseiller général (1998-2015) |
| septembre 2017 (réélu en mai 2020) | En cours      | Patrick Giraudeau         | PS        | Assureur                                                  |

### Région
À la suite de la réforme administrative de 2014 ramenant le nombre de régions de France métropolitaine de 22 à 13, la commune appartient depuis le 1er janvier 2016 à la région Nouvelle-Aquitaine, dont la capitale est Bordeaux. De 1972 au 31 décembre 2015, elle a appartenu à la région Poitou-Charentes, dont le chef-lieu était Poitiers.

### Canton
De 1790 à 2015, la commune de Montendre a été désignée pour être le chef-lieu du canton de Montendre qui rassemblait quinze communes. Depuis le mois de mars 2015, elle est le chef-lieu du canton des Trois Monts, qui fait partie de l'arrondissement de Jonzac.

### Instances judiciaires
Montendre dépend du tribunal d'instance de Jonzac, du tribunal de grande instance de Saintes, et de la cour d'appel de Poitiers. Elle dépend par ailleurs du tribunal pour enfants de Saintes, du conseil de prud'hommes de Saintes, du tribunal administratif de Poitiers de la cour administrative d'appel de Bordeaux.

### Jumelages
Au 4 mai 2011, Montendre est jumelée avec :
- Sulz am Neckar (Allemagne) depuis 1976[72] ;
- Onda (Espagne) depuis 1995[72].

### Fiscalité locale
| Taxe                                                | Part communale | Part intercommunale | Part départementale | Part régionale |
| --------------------------------------------------- | -------------- | ------------------- | ------------------- | -------------- |
| Taxe d'habitation (TH)                              | 9,64 %         | 4,80 %              | 6,75 %              | 0,00 %         |
| Taxe foncière sur les propriétés bâties (TFPB)      | 24,71 %        | 5,44 %              | 13,28 %             | 3,32 %         |
| Taxe foncière sur les propriétés non bâties (TFPNB) | 42,34 %        | 4,57 %              | 27,65 %             | 8,63 %         |
| Taxe professionnelle (TP)                           | 14,68 %        | 1,59 %              | 8,85 %              | 2,51 %         |

La part régionale de la taxe d'habitation n'est pas applicable.
La taxe professionnelle est remplacée en 2010 par la cotisation foncière des entreprises (CFE) portant sur la valeur locative des biens immobiliers et par la contribution sur la valeur ajoutée des entreprises (CVAE) (les deux formant la contribution économique territoriale (CET) qui est un impôt local instauré par la loi de finances pour 2010).

## Population et société

### Démographie

#### Évolution démographique
L'évolution du nombre d'habitants est connue à travers les recensements de la population effectués dans la commune depuis 1793. Pour les communes de moins de 10 000 habitants, une enquête de recensement portant sur toute la population est réalisée tous les cinq ans, les populations de référence des années intermédiaires étant quant à elles estimées par interpolation ou extrapolation. Pour la commune, le premier recensement exhaustif entrant dans le cadre du nouveau dispositif a été réalisé en 2005.

En 2022, la commune comptait 3 226 habitants, en évolution de −0,15 % par rapport à 2016 (Charente-Maritime : +4,04 %, France hors Mayotte : +2,11 %).
| 1793 | 1800 | 1806 | 1821 | 1831  | 1836 | 1841  | 1846  | 1851  |
| ---- | ---- | ---- | ---- | ----- | ---- | ----- | ----- | ----- |
| 837  | 852  | 852  | 832  | 1 023 | 980  | 1 041 | 1 036 | 1 013 |

| 1856  | 1861  | 1866  | 1872  | 1876  | 1881  | 1886  | 1891  | 1896  |
| ----- | ----- | ----- | ----- | ----- | ----- | ----- | ----- | ----- |
| 1 031 | 1 134 | 1 174 | 1 273 | 1 303 | 1 325 | 1 399 | 1 442 | 1 401 |

| 1901  | 1906  | 1911  | 1921  | 1926  | 1931  | 1936  | 1946  | 1954  |
| ----- | ----- | ----- | ----- | ----- | ----- | ----- | ----- | ----- |
| 1 488 | 1 532 | 1 791 | 1 807 | 1 765 | 1 809 | 1 763 | 2 125 | 2 137 |

| 1962  | 1968  | 1975  | 1982  | 1990  | 1999  | 2005  | 2006  | 2010  |
| ----- | ----- | ----- | ----- | ----- | ----- | ----- | ----- | ----- |
| 2 760 | 2 864 | 3 480 | 3 330 | 3 140 | 3 117 | 3 114 | 3 140 | 3 151 |

| 2015  | 2020  | 2022  | - | - | - | - | - | - |
| ----- | ----- | ----- | - | - | - | - | - | - |
| 3 210 | 3 222 | 3 226 | - | - | - | - | - | - |

#### Pyramide des âges
La population de la commune est relativement âgée.
En 2018, le taux de personnes d'un âge inférieur à 30 ans s'élève à 24,6 %, soit en dessous de la moyenne départementale (29 %). À l'inverse, le taux de personnes d'âge supérieur à 60 ans est de 43,4 % la même année, alors qu'il est de 34,9 % au niveau départemental.
En 2018, la commune comptait 1 546 hommes pour 1 684 femmes, soit un taux de 52,14 % de femmes, légèrement inférieur au taux départemental (52,15 %).
Les pyramides des âges de la commune et du département s'établissent comme suit.
| Hommes | Classe d’âge | Femmes |
| ------ | ------------ | ------ |
| 1,8    | 90 ou +      | 3,9    |
| 13,7   | 75-89 ans    | 18,3   |
| 24,4   | 60-74 ans    | 24,5   |
| 20,0   | 45-59 ans    | 19,5   |
| 12,7   | 30-44 ans    | 12,0   |
| 13,3   | 15-29 ans    | 10,4   |
| 14,1   | 0-14 ans     | 11,5   |

| Hommes | Classe d’âge | Femmes |
| ------ | ------------ | ------ |
| 1,1    | 90 ou +      | 2,6    |
| 10,1   | 75-89 ans    | 12,6   |
| 22     | 60-74 ans    | 23,2   |
| 20,1   | 45-59 ans    | 19,7   |
| 16,1   | 30-44 ans    | 15,6   |
| 15,2   | 15-29 ans    | 12,7   |
| 15,4   | 0-14 ans     | 13,6   |

#### Remarques
Par arrêté préfectoral du 19 décembre 1972 prenant effet le 1er janvier 1973, Montendre a absorbé Chardes et Vallet, qui sont restées communes associées.
Au recensement de 2007, Chardes comptait 246 habitants, et Vallet 274 habitants

### Enseignement
Montendre dépend de l'académie de Poitiers. La commune compte une école élémentaire (école Jacques Beumont) et une école maternelle, inaugurée en 1987. Un service de garderie périscolaire est assuré dans ces deux établissements (matin et soir) avec le concours du centre socio-culturel LA Maison Pop'. Chardes et Vallet, communes associées, disposent chacune d'une école, en regroupement pédagogique intercommunal avec les communes de Sousmoulins et de Coux.
Les élèves du second cycle sont orientés vers le collège de la ville (collège Samuel-Duménieu). Il dispose d'un centre de documentation, d'un restaurant scolaire, d'un foyer socio-éducatif et d'une section d'enseignement général et professionnel adapté (SEGPA), destinée aux élèves en difficulté. Les élèves sont ensuite dirigés vers les lycées de Jonzac ou de Blaye.
La construction d'une première école (de garçons) intervient en 1846 : de taille plus que modeste, elle occupe une aile de l'hôtel de ville, de même que la justice de paix. Une école de filles est aménagée dans une grande bâtisse achetée par la commune en 1871, la maison Villefumade. Très vite, le nombre d'élèves ne cessant d'augmenter (notamment après la promulgation des lois Ferry), les bâtiments deviennent inadaptés. Lorsque le Conseil d'hygiène de l'arrondissement de Jonzac visite les établissements en 1896, le constat est accablant. La construction d'un groupe scolaire moderne (actuel centre culturel François-Mitterrand) est évoquée, mais repoussée à plusieurs reprises par la municipalité de l'époque. Le complexe, qui réunit école de garçons d'un côté et école de filles de l'autre, ouvre finalement ses portes en 1909. Cependant, dès 1926, le groupe scolaire se révèle de nouveau trop exigu. Des baraquements en bois sont aménagés dans les années 1930 et un couloir de l'hôtel de ville est aménagé, tant bien que mal, en salle de classe, surnommée « le Boyau » en raison de ses dimensions réduites. Un nouveau groupe scolaire est mis en service en 1956 (l'actuelle école Jacques-Beaumont). Une école maternelle moderne est édifiée en 1986 au niveau du lieu-dit « La Carrelerie ». Elle est inaugurée en 1987.
Le collège est construit en 1969. De type « Pailleron » à l'origine, il est entièrement modernisé en l'an 2000, afin d'offrir les meilleures garanties de sécurité possibles.

### Santé et Sécurité
La commune dispose d'un cabinet médical (médecine généraliste) et d'un cabinet dentaire, auxquels viennent s'ajouter un centre médico-social, une Maison de Retraite et une Maison de Retraite Spécialisée, l'Orangerie. Les centres hospitaliers les plus proches sont situés à Jonzac et Blaye.
La sécurité des biens et des personnes est assurée par une antenne de la gendarmerie nationale et de la police municipale. Un centre de secours des pompiers est habilité à intervenir en cas d'urgence.

### Sports
La commune dispose de deux stades : le stade Lucien-Rolland, où évolue l'équipe locale de football, le FC Montendre, et le stade omnisports de La Taulette. Elle dispose également d'un gymnase municipal, d'un dojo, d'un terrain de motocross, d'une « salle d'expression corporelle », de plusieurs courts de tennis, d'un golf de neuf trous et d'un boulodrome couvert.
Au sud de l'agglomération, une base de loisirs a été aménagée aux abords du lac Baron-Desqueyroux : elle accueille une piscine en plein air (dite « bassin ludique »), une base nautique (pratique, entre autres, du canoë-kayak et du pédalo), un pas de tir à l'arc, et constitue le point de départ de nombreux sentiers de randonnée. Un hippodrome, partagé entre les communes de Montendre et de Marcillac (en Gironde) est situé dans la commune de Marcillac.
Plusieurs associations sportives sont actives dans la commune, permettant la pratique du football, du handball, du tennis, de la boxe, du judo, de l'aïkido, de la randonnée, du vélo, du triathlon, du badminton, de la natation, de la gymnastique, du motocross ou encore du golf.

### Médias

#### Télévision
L'émetteur de Bordeaux-Bouliac permet la réception des 19 chaînes gratuites de la télévision numérique terrestre (TNT), dont le décrochage régional de France 3 Aquitaine, France 3 Bordeaux-Métropole. Le décrochage régional de France 3 Poitou-Charentes souffre de perturbations par voie hertzienne dans cette partie du département depuis le passage de la région Poitou-Charentes au « tout numérique » en octobre 2010 (l'émetteur le plus proche étant celui de Pons, de portée limitée); il reste accessible par satellite, par l'intermédiaire du bouquet gratuit Fransat, ainsi que sur la plupart des réseaux ADSL. L'émetteur de Bordeaux-Bouliac diffuse également une chaîne de télévision locale, TV7 Bordeaux. Cet émetteur de forte puissance a débuté la diffusion d'un multiplex permettant la réception de chaînes de télévision haute définition (HD).

#### Radio
La plupart des radios nationales présentes dans le département peuvent être écoutées dans la commune. Les informations départementales sont relayées par la station de radio publique France Bleu La Rochelle; cependant, France Bleu Gironde peut également être reçue sans difficultés. Les stations de radio locales pouvant être écoutées dans la commune sont principalement Radio Cadence Musique (généraliste, émettant depuis Cercoux), Wit FM (généraliste, émettant depuis Bordeaux), Alouette (radio) (généraliste, émettant depuis Les Herbiers) et Mixx FM (techno, dance et musiques électroniques, émettant depuis Cognac et reprise par le réémetteur de Jonzac).

#### Internet haut débit
Un répartiteur téléphonique est implanté sur la commune, et est dégroupé par au moins un opérateur alternatif. Montendre dispose également de plusieurs bornes Wi-fi public et gratuit : à la salle municipale, dans l'hôtel de ville et sur son parvis, et au centre culturel François Mitterrand (salles de réunion et cour extérieure).

#### Presse
La presse locale est représentée par le quotidien Sud Ouest, dont le siège est à Bordeaux, ainsi que par l'hebdomadaire Haute Saintonge, dont le siège est à Jonzac.

### Cultes
Montendre appartient au diocèse catholique de La Rochelle et Saintes, lui-même subdivision de la province ecclésiastique de Poitiers depuis 2002 (de la province ecclésiastique de Bordeaux avant cette date) et au doyenné de Haute-Saintonge. Les offices catholiques sont célébrés chaque dimanche à 10 heures 30 en l'église Saint-Pierre de Montendre (en centre-ville).

## Économie

### Revenus de la population et fiscalité
En 2008, le revenu fiscal médian par ménage était de 14 630 €,
ce qui plaçait Montendre au 27 368e rang  parmi les 31 604 communes de plus de 50 ménages en métropole.

### Emploi
La commune abrite une population un peu moins active que la moyenne nationale (40,4 % contre 45,2 %), avec un taux d'activité des 25-59 ans également légèrement inférieur aux chiffres nationaux (80 % contre 82,2 %). En prenant pour base un taux d'activité des 15-64 ans, les chiffres de l'Insee donnent 67,8 % d'actifs en 2007, un chiffre en léger recul par rapport à 1999 (68,3 %).
Les catégories socio-professionnelles les mieux représentées sont les employés (30,6 %), suivis des ouvriers (27,4 %), des professions intermédiaires (19,2 %), des artisans, commerçants et chefs d'entreprise (11,6 %) et des cadres et professions intellectuelles (9,6 %). Les agriculteurs représentent 1,7 % de la population active, soit un peu moins que la moyenne nationale, estimée à 2,4.
Le taux de chômage était sensiblement supérieur aux chiffres nationaux en 1999 (19,3 % contre 12,9 %). Il culmine toujours à 18,2 % en 2007. La part des femmes parmi les chômeurs était importante en 1999 (25 %), et reste importante en 2007 (21,6 %), malgré une légère décrue.
Les actifs forment la principale composante de la population (40,4 %), suivis par les retraités (28,3 %) et les jeunes scolarisés et les étudiants (16,7 %).

### Entreprises et commerces
La commune de Montendre est un des principaux pôles économiques du Sud du département. Bien que considérablement moins bien équipée que Jonzac ou Pons, elle concentre un tissu d'entreprises et de commerces établis principalement en centre-ville et dans une zone d'activité située en périphérie (centre commercial La Vallée/zone industrielle du Lézard). Une zone d'activité environnementale, qui abrite une pépinière d'entreprises œuvrant dans le secteur des énergies renouvelables, a été aménagée à « la Briqueterie ». Mise en place en partenariat avec la communauté de communes de la Haute-Saintonge dans le cadre d'un « pôle d'excellence rurale », elle couvre une superficie de 24 000 mètres carrés. Autre projet d'inscrivant dans le même esprit, une centrale photovoltaïque de 16,5 hectares a été aménagée par EDF Énergies Nouvelles dans la zone industrielle du Lézard.
Servant de relais entre les principales agglomérations du sud Charente-Maritime et du nord Gironde (Mirambeau, Montlieu-la-Garde, Montguyon, Saint-Savin), Montendre appartient à la zone d'emploi Sud-Charentes, une des moins peuplées de la région Poitou-Charentes. La petite cité abrite un supermarché Intermarché (environ 70 salariés), un supermarché Super U (environ 25 salariés), GDP, usine de matériaux composites (environ 60 salariés), Espo SA, une métallerie (environ 40 salariés). La ville fut longtemps un petit pôle industriel spécialisé dans les produits réfractaires (tuiles, briques, céramique technique) : dans les années 1950, ce secteur employait une centaine de personnes, travaillant au sein d'une entreprise spécialisée, la CEC (Carbonisation Entreprise Céramique), qui a fermé ses portes en 1979.

#### Le tourisme
Le tourisme est un secteur en plein développement, dans une région (« Saintonge boisée ») propice au tourisme vert : Montendre est en effet située aux portes d'une vaste étendue de pins maritimes ponctuée d'étangs, la Double saintongeaise. La ville s'est dotée d'infrastructures propres à accueillir un grand nombre de vacanciers, parmi lesquelles un camping de 75 emplacements, des chambres d'hôtes, un village vacances de 60 gîtes et un village vacances de la RATP. S'ajoutent à ces infrastructures d'accueil un complexe nautique et une base de loisirs, aménagée au niveau du lac Baron-Desqueyroux.

#### L'agriculture
L'agriculture reste un secteur important, dans une Haute Saintonge à dominante rurale. Les terres cultivées sont couvertes de maïs, de blé et de tournesols, mais aussi de vignes : celle-ci servent principalement à la fabrication des eaux-de-vie locales, cognac (Montendre étant situé dans le secteur des « Bons bois ») et pineau des Charentes. La filière bois est également un secteur-clef en Haute Saintonge. Le groupe Calcia possède une partie des bois alentour, soit 216 hectares à Bussac-Forêt, 60 hectares à Chepniers, mais à peine trois hectares à Montendre.
Une partie des artisans et commerçants de la ville se sont groupés en une « Union des Commerçants, Artisans et Industriels montendrais » (UCAIM).

## Culture locale et patrimoine

### Événements
La ville de Montendre organise depuis 2001 le Free music festival, rassemblant chaque année plusieurs dizaines de milliers de personnes autour d'artistes connus (scène nationale et internationale) ou émergents. La programmation fait la part belle aux musiques électroniques, au rap, au rock et au metal, avec des artistes tels que Snoop Dog (édition 2012), Kaiser Chiefs (édition 2013), The Offspring et Skip the Use (édition 2014) ou No One Is Innocent (édition 2015).

### Lieux et monuments
Cinéma : Montendre dispose d'un cinéma municipal, l'Andronis, équipé d'une salle de 120 places, à côté de la médiathèque (1, rue Jacques Beaumont). Il propose entre 8 et 10 séances par semaine avec une programmation qui se veut éclectique (films populaires, jeune public, Art & Essai, documentaires...) et de nombreuses animations. Le cinéma est géré par la société Artec cinémas, en lien avec l'association CLAP Montendre, qui a permis la réouverture du cinéma en 2017.

#### Château de Montendre
Établi sur un éperon haut de 114 mètres dominant de vastes étendues couvertes de landes et de bois (forêt de la Double) et la petite cité située en contrebas, le château de Montendre trouverait ses origines dans un castrum romain.

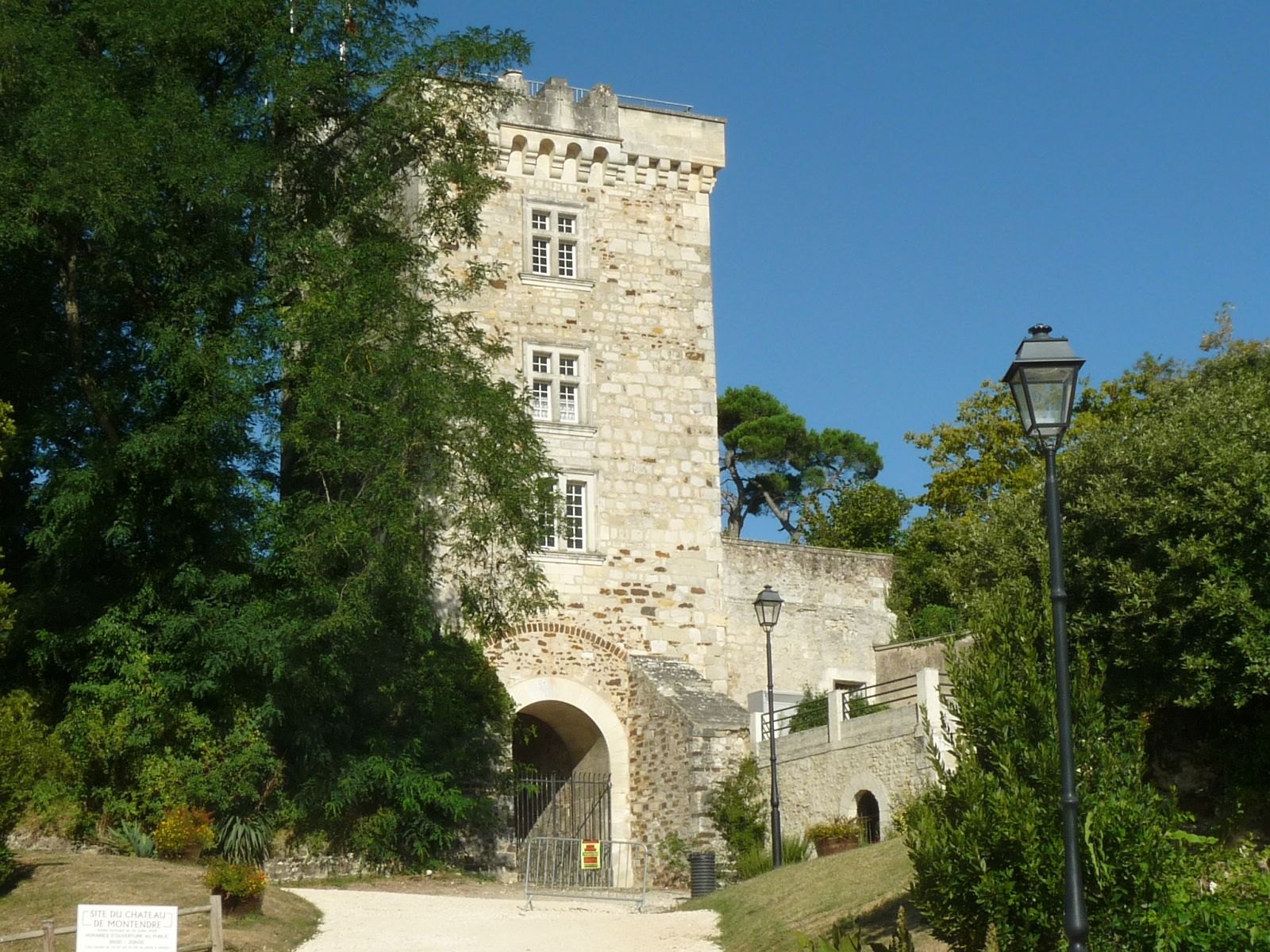
L'entrée du château, surmontée d'une tour carrée du XVe siècle.

Les textes anciens permettent de dater la construction d'un premier château (sans doute en bois) aux alentours du IXe siècle, suivie d'une reconstruction en pierre au XIIe siècle. Profondément remanié au XVe siècle (datent notamment de cette époque, la tour carrée, qui surmonte l'entrée), après avoir été très disputé pendant la guerre de Cent Ans, il devient une place forte protestante pendant les Guerres de Religion. Au XVIIIe siècle, l'ingénieur et géographe Claude Masse décrit une « enceinte basse de bonne maçonnerie (…) mais à présent fort ruinée », précisant toutefois que « si les parapets étaient un peu raccommodés, ce poste pourrait soutenir un coup de main et qu'il faudrait du canon pour le prendre ». Il n'y a toutefois, à cette époque, pas de véritable logis, hormis la tour carrée, où sont aménagés des appartements. Le logis dit de La Rochefoucauld  est construit en 1735; encore debout au début du XXe siècle, il se limite désormais à un pan de façade, qui sert de toile de fond au théâtre de verdure aménagé en 1959.
De nos jours, le château conserve des éléments de diverses époques, dont une partie des enceintes, une tour ronde, une tour carrée (qui accueille aujourd'hui le musée d'art et de traditions populaires), la façade du logis noble et des souterrains. Le site est converti en promenade, et abrite un théâtre de verdure servant de cadre à des spectacles en période estivale. Un dolmen est situé sur l'un des accès qui mène à la butte du château.

#### Anciennes Halles

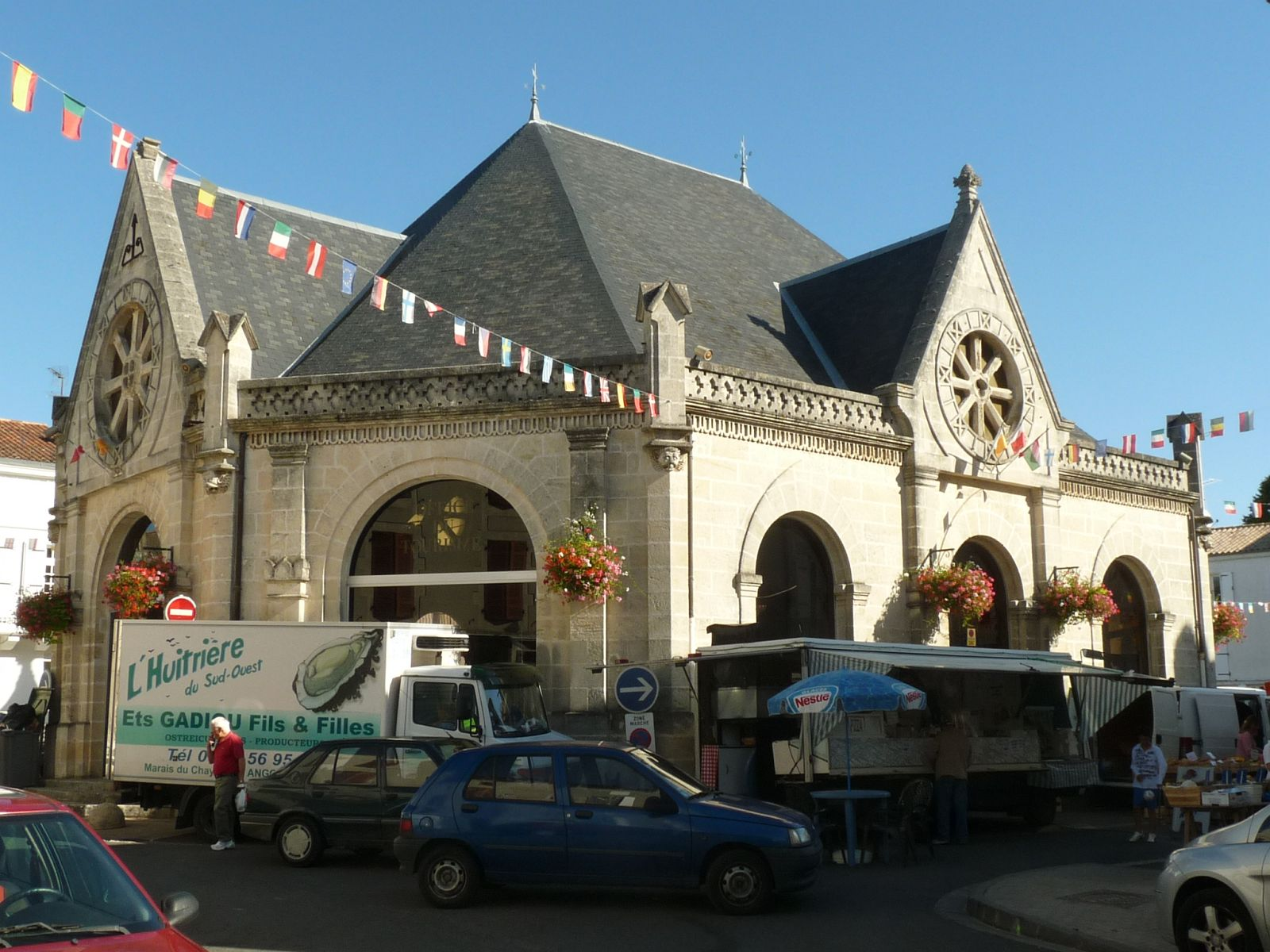
Les anciennes halles.

Les anciennes halles de Montendre sont une construction atypique : de forme octogonale, couvertes d'une charpente en fond de bateau renversé (« en erse »), sans aucun pilier, il n'en existe que huit de ce type en France. Inaugurées en 1863, elles remplacent des halles médiévales, devenues vétustes. Ces dernières, qui s'apparentaient à celles de Villebois-Lavalette (Charente), Cozes ou Pisany (Charente-Maritime) étaient bien plus vastes que le bâtiment actuel. Ses dimensions, connues avec précision grâce au cadastre de 1833, étaient de 33 mètres sur 20. En 1844, leur état est préoccupant : « différents bois de charpente tombent de vétusté, presque tous les piliers côté couchant sont pourris par le bas… », déterminant la municipalité à envisager leur remplacement.
En 1862, la première pierre des nouvelles halles est posée au cours d'une cérémonie solennelle, présidée par le maire, Alphonse Marchand. Pourtant, en 1973, une expertise conclut à la dangerosité du bâtiment, qui est fermé. La question de sa démolition est évoquée, et soumise à un vote des habitants, qui se prononcent pour sa conservation. En 1978, les halles, réhabilitées, sont transformées en salle d'exposition occupées par des artisans d'art et accueillent également l'office de tourisme de la ville pendant la saison estivale.

#### Église Saint-Pierre
Cette vaste construction d'inspiration romane est édifiée de 1812 à 1821, afin de remplacer une église médiévale décrite au début du XIXe siècle comme « en très mauvais état (…) par vétusté et manque d'entretien ».

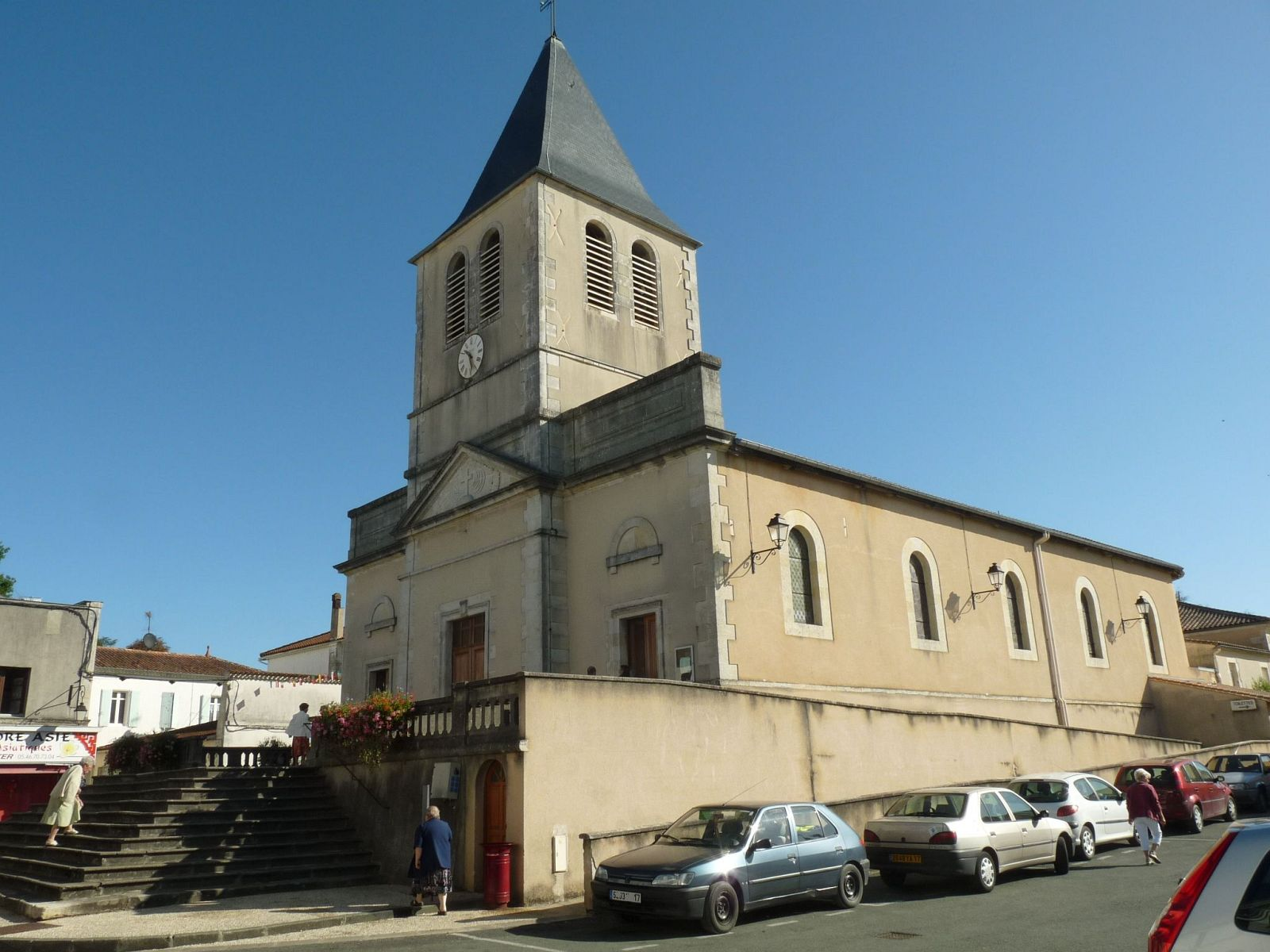
L'église Saint-Pierre se dresse en plein centre-ville.

L'ancienne église, bâtie au XIe ou XIIe siècle comme la plupart de ses consœurs saintongeaises, est mentionnée dans une charte du XIIIe siècle, qui permet également de connaître le nom d'un certain Guillaume de Montandronis (Montendre), archiprêtre dudit lieu. Elle est de nouveau mentionnée dans un pouillé daté de 1402, sous le nom de « Sancti Pietri de Montis Andronis ». La disparition d'un grand nombre d'archives lors de l'incendie du chapitre épiscopal de Saintes, en 1871, ne permet pas d'en savoir beaucoup plus sur ce monument. Il semble vraisemblable que l'église soit victime de déprédations durant les guerres de religion, à l'instar de presque toutes celles situées dans la juridiction du seigneur de Montendre, Louis de La Rochefoucauld, protestant convaincu. En 1723, un rapport rédigé par l'ingénieur et géographe Claude Masse fait état d'une « église paroissiale petite et fort basse » et en 1812, la façade et le clocher sont dans un tel état de décrépitude que des travaux deviennent indispensable. Faute de fonds suffisants, la reconstruction de la façade et du clocher ne débute pas avant 1816, et se poursuit jusqu'en 1820. Le reste de l'église est achevé en 1825. Le clocher est doté d'un carillon en 1896, et une rampe d'accès pour les handicapés est mise en place presque un siècle plus tard, en 1994.
L'église, qui se dresse à flanc de colline, est une construction massive et d'une grande sobriété. Basée sur un plan basilical, elle se compose d'une nef de quatre travées, couverte d'une voûte cintrée, et séparée des deux bas-côtés par des piles carrées portant une série d'arcs surbaissés. L'abside, couverte d'une fine voûte nervurée, est encadrée de deux absidioles bâties selon le même procédé. Celle de droite est placée sous le vocable de Notre-Dame, celle de gauche sous celui de Saint-Joseph. L'église conserve un tableau offert à la paroisse par l'empereur Napoléon III.

#### Temple protestant

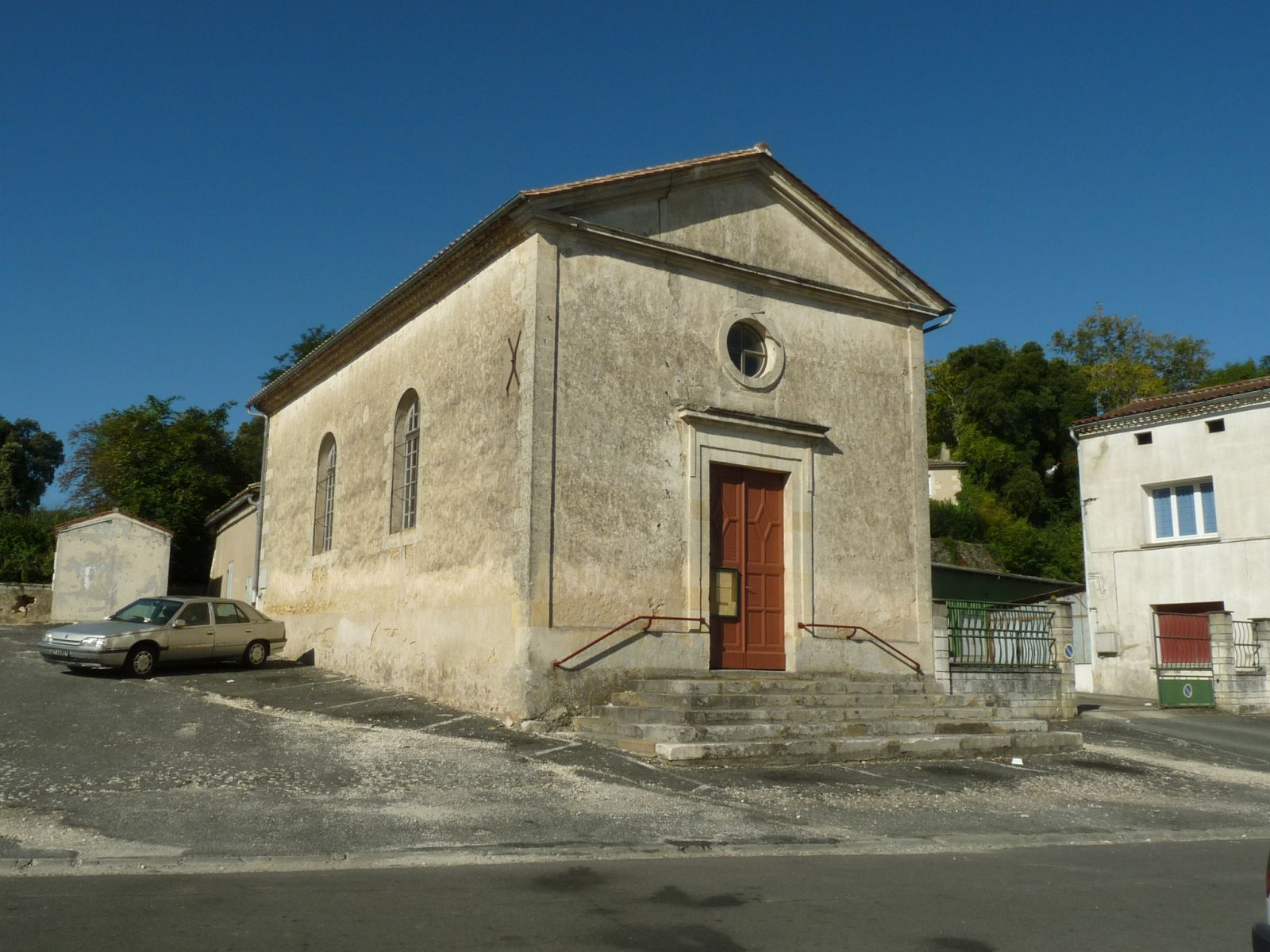
Le temple de Montendre date du XIXe siècle.

La construction du temple protestant intervient à partir de 1822, sur un terrain cédé en 1818 par la commune, et grâce à une participation financière de celle-ci à hauteur de 2 000 francs. L'inauguration du bâtiment est célébrée en présence du pasteur Marchand et des notables de la ville le 7 septembre 1823.
Situé à proximité immédiate du château, il forme une simple salle rectangulaire, éclairée par une série de baies en plein cintre et par un oculus au niveau de la façade. D'une grande austérité, cette dernière s'inspire de la grammaire stylistique néoclassique, comme nombre d'autres édifices de ce type dans la région, et comprend une porte rectangulaire, et un fronton triangulaire dépourvu de toute ornementation. Ses modestes dimensions indiquent une communauté protestante assez réduite au milieu du XIXe siècle, dans une région qui fut pourtant longtemps acquise aux idées réformées.

#### Église Saint-Pierre (Chardes)

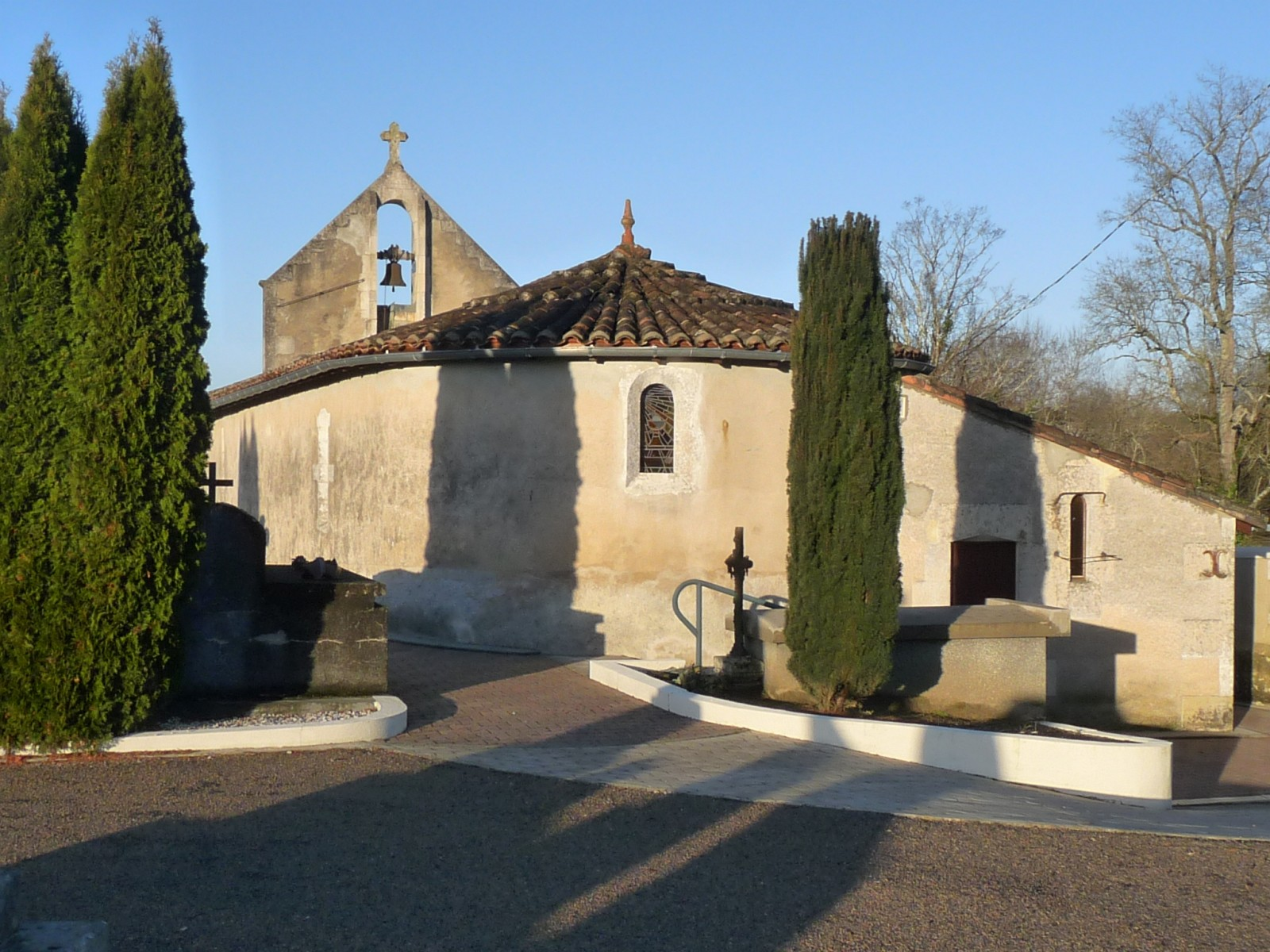
L'église de Chardes

Les origines de cette modeste église de campagne pourraient remonter au XIe ou au XIIe siècle, mais elle ne conserve guère d'éléments datant encore de cette période. Sans doute saccagée durant les guerres de religion, comme presque toutes les églises de la seigneurie de Montendre (Louis de La Rochefoucauld, seigneur de Montendre, étant un ardent protestant), elle est reconstruite au XVIIe siècle. L'édifice présente un aspect sobre, et est d'une grande simplicité. Il se compose d'un unique vaisseau rectangulaire et d'une abside en hémicycle.
La façade, en pierre grise de la région, a été reconstruite en 1891. Elle est surmontée d'un petit campanile, qui abrite une cloche, classée monument historique. Fondue en 1727, elle indique le nom de son parrain, Samuel Chapuzet, de sa marraine, J(e)anne Melanie, et du curé de l'époque, Jacques Rocher. L'église est encore entourée de son cimetière, disposition commune à presque toutes les églises autrefois. Une place, aménagée aux abords du sanctuaire, porte le nom de Michel Chauvin, aviateur originaire de la commune, mort en mission au moment de la libération de la poche de Royan, à l'âge de 19 ans. Un monument rappelle son souvenir.

#### Église Saint-Babylas (Vallet)

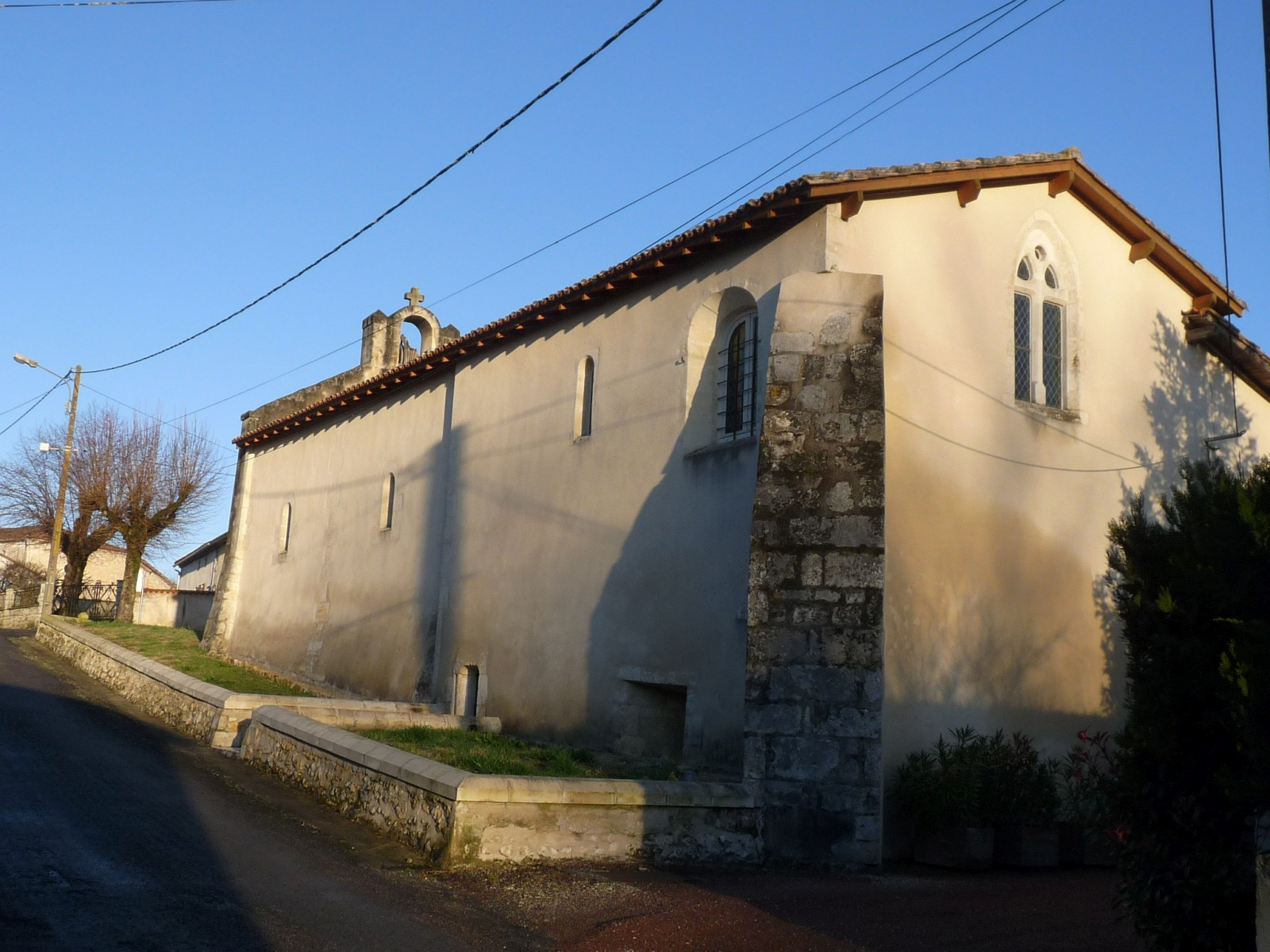
L'église de Vallet

Tout comme sa voisine de Chardes, l'église de Vallet daterait du XIe ou du XIIe siècle. Les documents à propos de cette église sont rares, et incertains : un prieuré de « Valas » est mentionné dans le cartulaire de l'abbaye de Baignes (1191), sans qu'il soit acquis qu'il s'agisse bien de la petite paroisse de Vallet. Tout comme sa voisine de Chardes, elle est en partie détruite par les seigneurs de Montendre au moment des guerres de religion, et reconstruite au XVIIe siècle. L'état de l'édifice apparaît comme préoccupant au XIXe siècle, déterminant les autorités compétentes à entreprendre la reconstruction de la façade, sommée d'un campanile (1860, refait en 1980), la destruction de l'ancien clocher, et la remise en état du mur sud (1879). Une campagne de restauration est menée moins d'un siècle plus tard, en 1969. De nouveaux travaux sont entrepris en 1998 et 1999, dans le cadre de chantiers associatifs de jeunesse : la fenêtre du chevet (XVe siècle), jusqu'alors bouchée, est restaurée, de même que la charpente.
L'église, d'une grande modestie, se compose d'un vaisseau unique, couvert d'une charpente apparente, légèrement cintrée. Une petite chapelle borde le mur nord. Le chevet est plat, et percé d'une baie ogivale. Il est cantonné, à l'extérieur, de deux contreforts assez massifs, probable survivance de l'église médiévale. La crypte, où l'on accède par un escalier étroit, date sans doute de la fin du XIe ou du début du XIIe siècle. Elle est couverte de voûtes d'un style roman archaïque, soutenues par deux piles. Les seigneurs de Bessac (petite châtellenie des environs) y étaient inhumés, et des célébrations en l'honneur de saint Babylas, patron de l'église, qui passait pour guérir les maux de tête, s'y tenaient. Le campanile abrite une cloche, datée de 1660, et classée monument historique.

#### Chapelle de Croix Gente
Ce modeste oratoire, placé sous la protection de « Notre-Dame des Sept Douleurs », est un lieu de pèlerinage réputé dans la région. Selon la tradition, il aurait été fondé au XIVe siècle par un paysan désemparé par la perte de son fils dans les bois alentour. S'en remettant à la Vierge, il aurait fait le vœu d'élever une chapelle à l'endroit précis où il retrouverait son enfant. Parcourant les bois des jours durant, il finit par retrouver sa dépouille, et respecta sa promesse. Une statue de la Vierge, placée dans la chapelle, devint l'objet d'une grande dévotion.
Au XVIe siècle, durant les guerres de religion, la chapelle subit le sort de la plupart des églises de la région, et est presque entièrement détruite. Les habitants, trop pauvres pour la remettre en état, n'en continuent pas moins à venir vénérer la statue de la Vierge, laissée au milieu des ruines. Brisée à deux reprises au moment de la Révolution, elle est reconstituée et cachée dans la crypte de l'église de Vallet. Vers 1860, l'abbé Maud la fait restaurer.
En 1862, une nouvelle chapelle (celle qui existe toujours) est construite. Le clocher est béni le 28 septembre 1862, en présence de l'évêque de La Rochelle et Saintes et de nombreux notables de la région; une grande croix est érigée à proximité du sanctuaire deux ans plus tard. En 1933, devant l'affluence croissante des pèlerins, la chapelle est agrandie. Des travaux sont menés de 1964 à 1966 (réfection de la charpente) et une fresque est peinte en 1985.

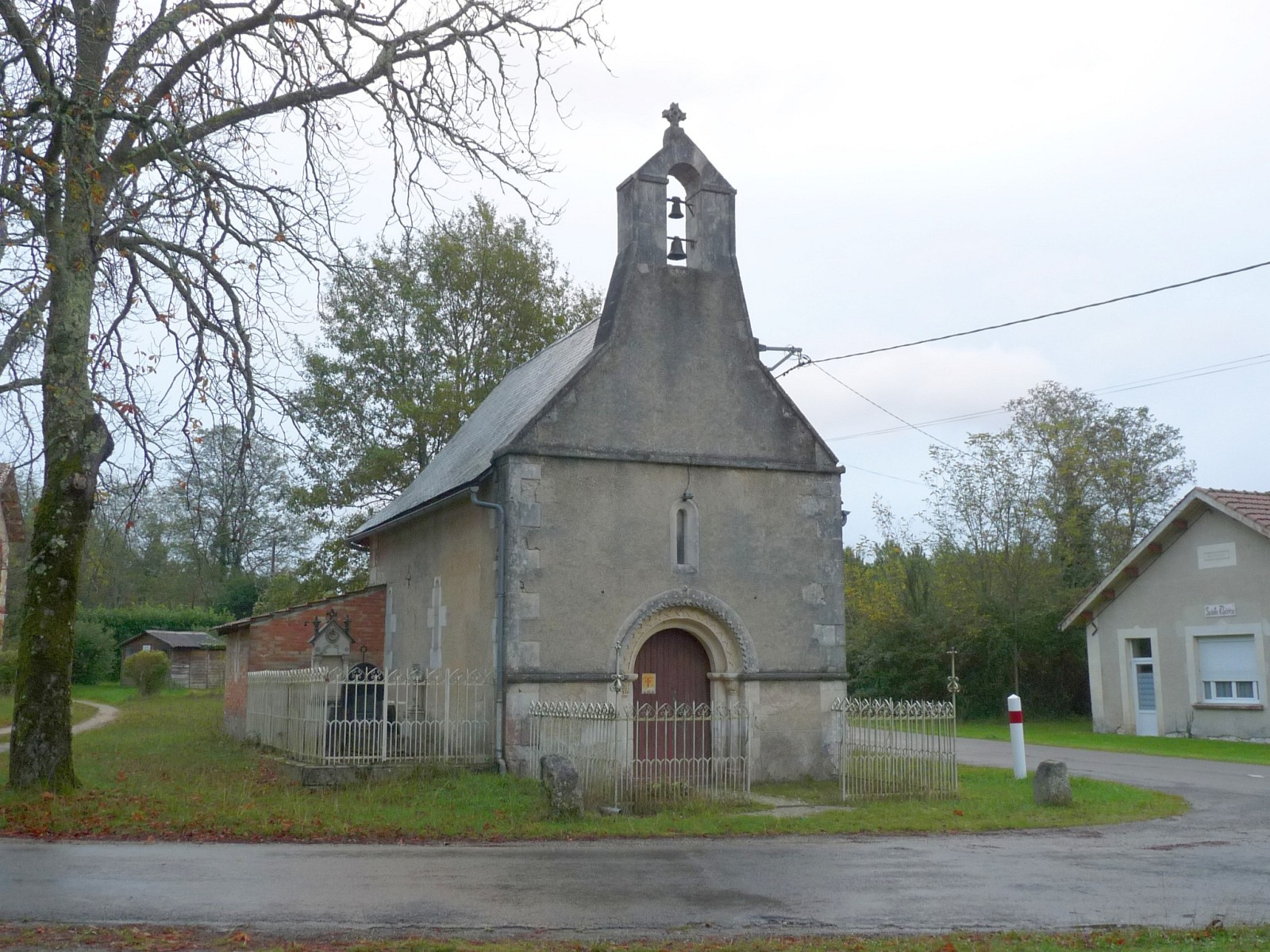
Chapelle Notre-Dame-des-Sept-Douleurs de Croix Gente.
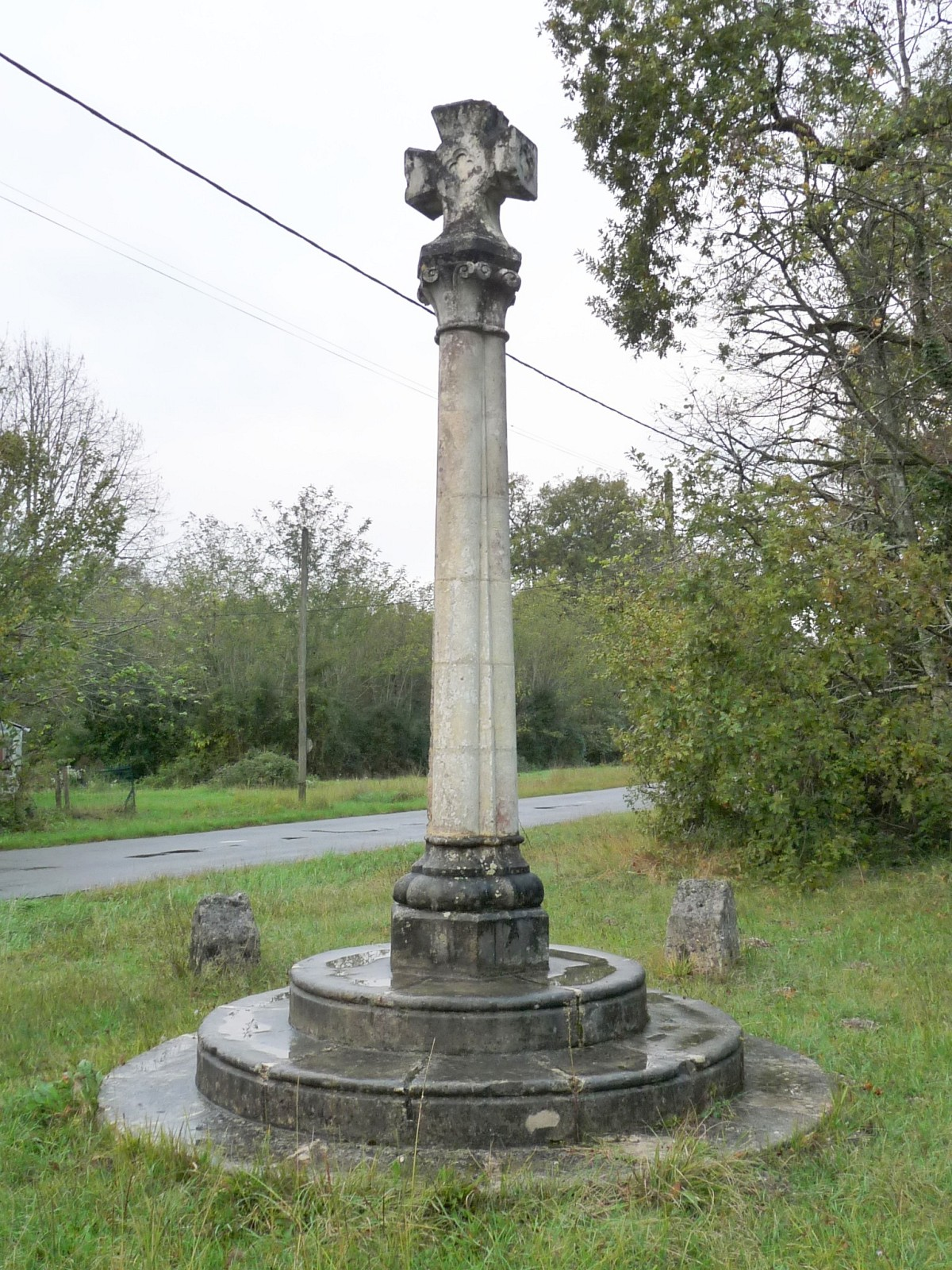
Calvaire de Croix-Gente.
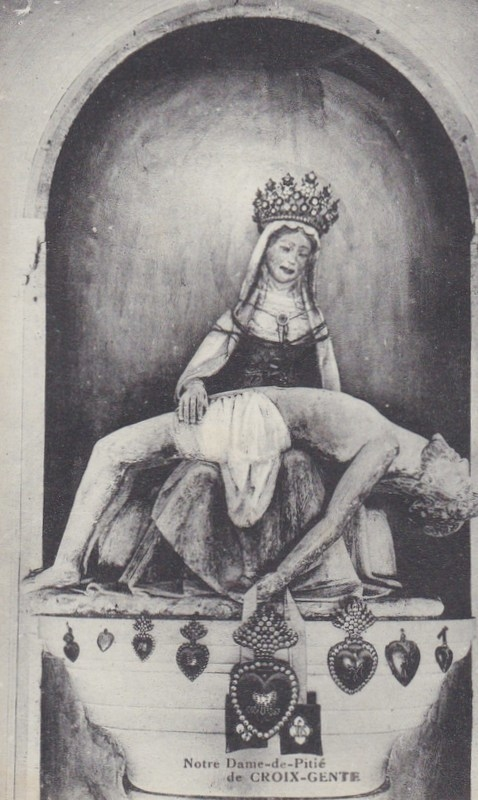
Notre-Dame-de-Pitié de Croix-Gente.
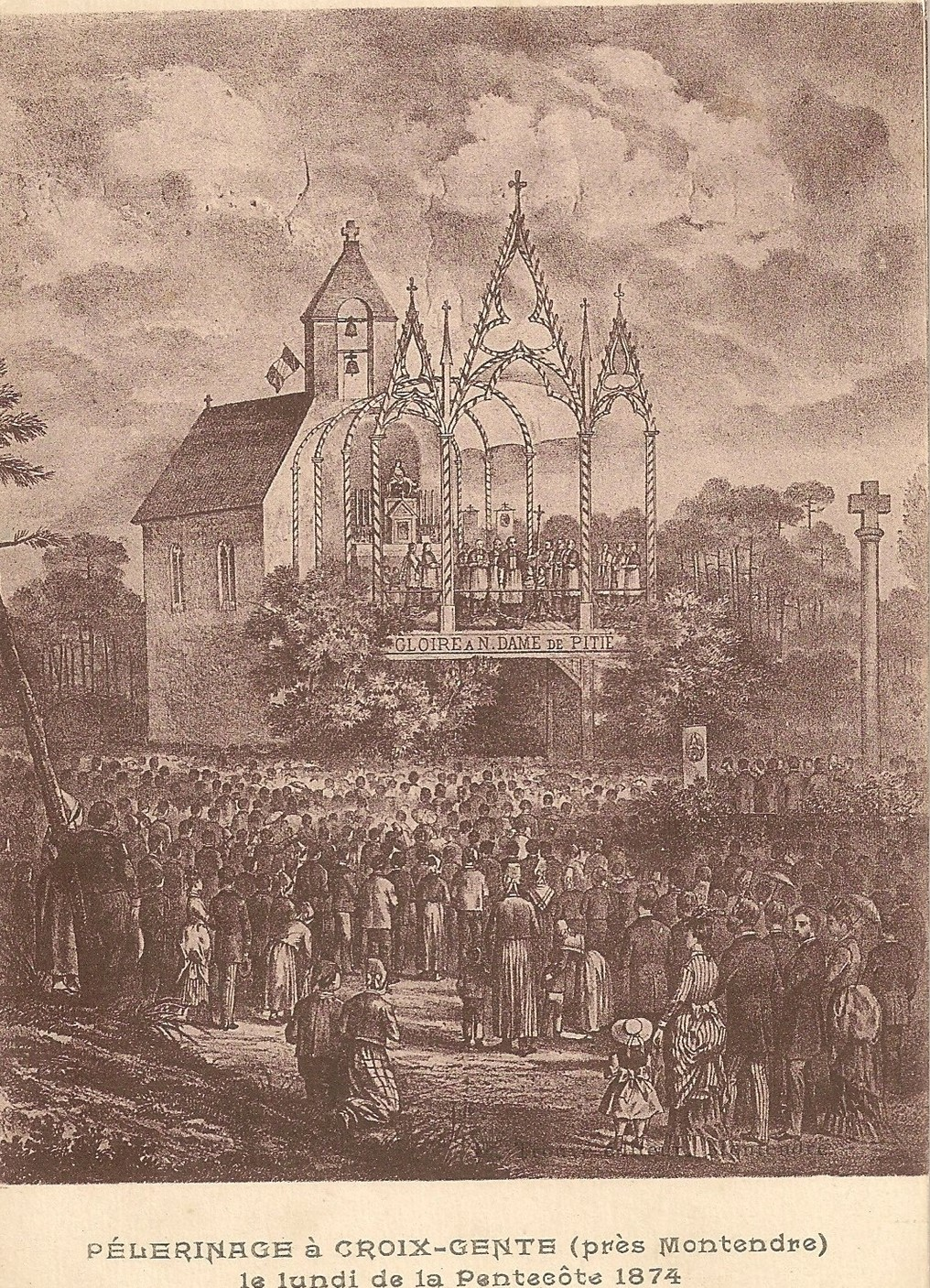
Pèlerinage de Pentecôte à Croix-Gente (1874).
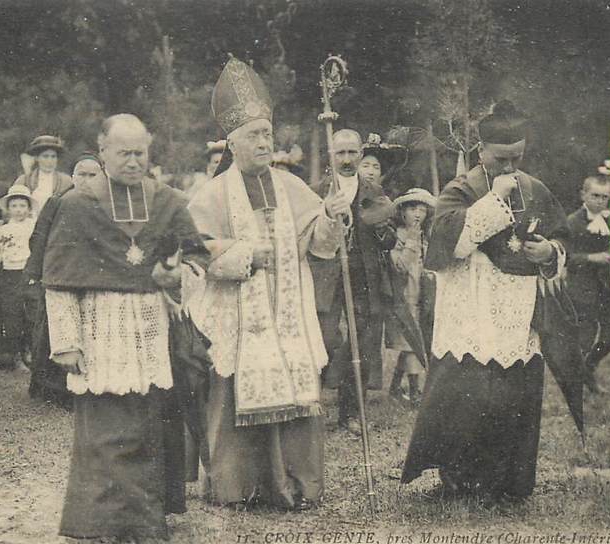
Mgr Jean-Auguste Eyssautier présidant le Pèlerinage à Croix-Gente.

#### Briqueterie Amand
La briqueterie Amand (usine de produits réfractaires) est fondée dans les années 1930 pour la fabrication de briques réfractaires et la préparation de chamotte. Devenue ensuite Morgan thermic SA (usine de creusets), 450 personnes travaillaient sur le site dans les années 1950. En 1970, 150 personnes sont employées par l'entreprise. En 1999, avant d'être délocalisée, cette société employait 50 personnes, dont 25 à la fabrication. L'usine attend pour figurer au patrimoine industriel.

#### Aux alentours
La région de Montendre compte plusieurs sites dignes d'intérêt. S'étendant aux portes mêmes de la ville, l'immense pinède de La Double est ponctuée de sentiers de promenades, et de nombreux étangs, parfois ouverts à la baignade. À Montlieu-la-Garde, le conseil général du département a mis en place un de ses nombreux pôles-nature : la Maison de la Forêt, qui permet de mieux appréhender l'écosystème de la Double, en même temps que les traditions qui s'y rapportent.

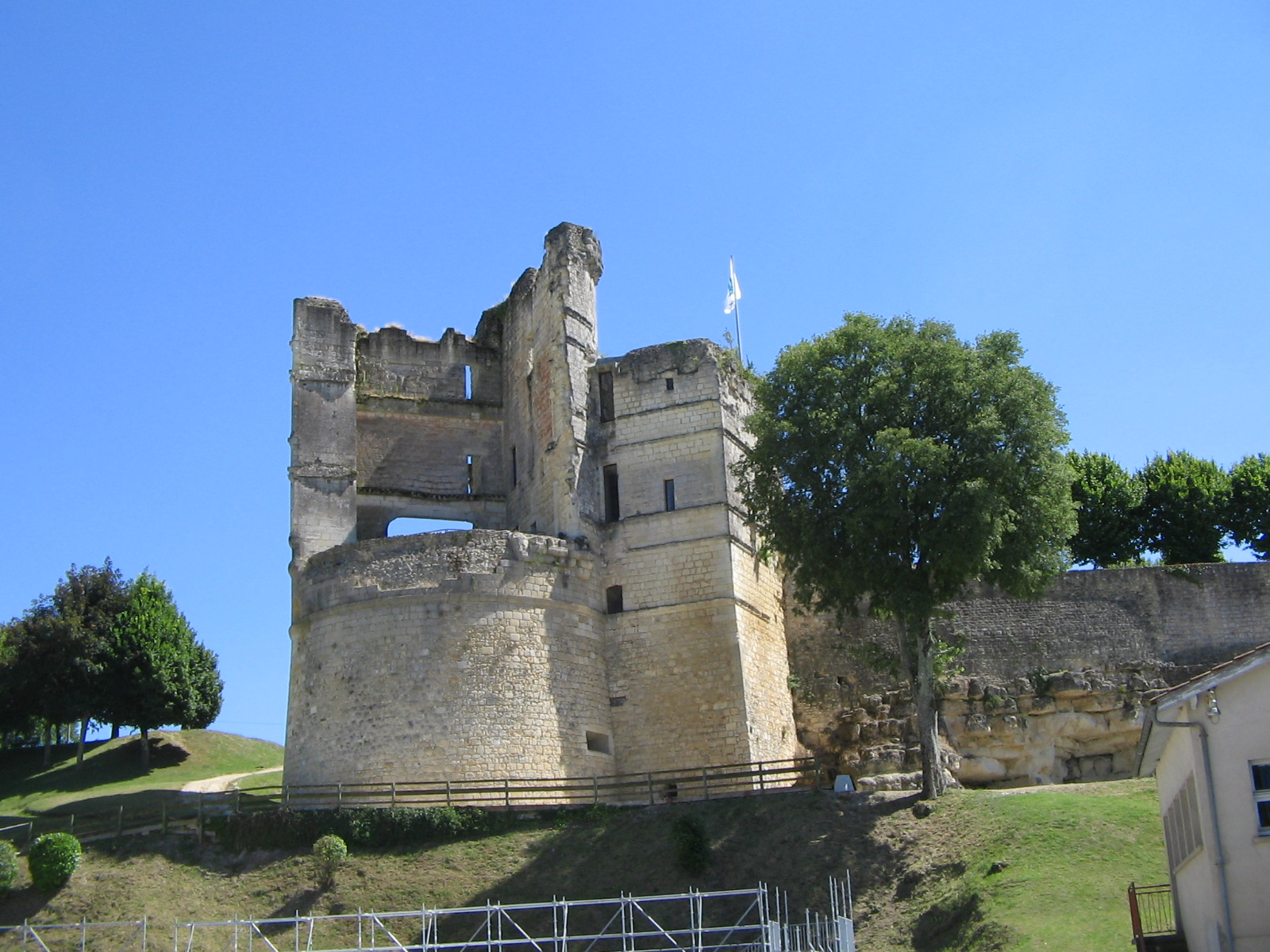
Les ruines du château de Montguyon, toujours imposantes.

Les environs de Montendre recèlent également plusieurs cités anciennes, telles Montguyon ou Mirambeau, célèbres pour leurs châteaux. Celui de Montguyon est réduit à l'état de ruines encore fort imposantes, tandis que celui de Mirambeau a été presque entièrement refait au XIXe siècle. Un peu plus loin, Jonzac et Pons sont deux petites villes pittoresques, conservant des maisons anciennes, des églises caractéristiques du style roman saintongeais, et de beaux exemples de l'architecture militaire médiévale : le château de Jonzac, campé sur sa falaise, et son châtelet d'entrée du XVe siècle, et le château de Pons, caractérisé par un puissant donjon roman dominant toute la région. Pons conserve en outre un célèbre hôpital des Pèlerins, classé au patrimoine mondial de l'Humanité par l'Unesco. Enfin, au sud de Montendre, dans le département de la Gironde, la citadelle de Blaye est un exemple remarquable d'architecture défensive du XVIIe siècle. Signée Vauban, elle est également classée au patrimoine mondial de l'Humanité.
La région de Montendre est également riche en vignobles : en Charente-Maritime, ils servent à la confection du cognac, du pineau des Charentes ou du vin de pays charentais; en Gironde, ils servent à la confection des côtes-de-blaye, un des crus du bordelais.

### Patrimoine culturel

#### Langue saintongeaise

Aire linguistique du Saintongeais.

La commune est située dans l'aire linguistique du saintongeais, un dialecte faisant partie de la famille des langues d’oïl, branche des langues romanes, qui comprend également le français, l’angevin le picard et le poitevin avec lequel il est souvent regroupé dans un domaine plus vaste, le poitevin-saintongeais.
Le saintongeais  (saintonjhais) est la langue vernaculaire parlée dans les anciennes provinces d'Aunis, Saintonge et Angoumois. On l’appelle aussi le charentais ou encore le patois charentais. Les locuteurs sont dits « patoisants ».
Le saintongeais a fortement influencé l’acadien et en conséquence, par ricochet, le cadien ; quant au québécois, il a été influencé par les parlers tels que le normand, le francien et le saintongeais.
La langue saintongeaise présente de nombreux traits communs avec des langues telles que le cadien ou l'acadien, ce qui s'explique par les origines saintongeaises d'une partie des émigrants vers la Nouvelle-France au XVIIe siècle.

#### Distinctions culturelles
Montendre fait partie des communes ayant reçu l’étoile verte espérantiste, distinction remise aux maires de communes recensant des locuteurs de la langue construite espéranto. Elle a également reçu en 2012 le titre de Ville euro-citoyenne, décerné par le Ministre chargé des Affaires européennes, en partenariat avec l’Association Française du Conseil des Communes et Régions d’Europe (AFCCRE) et l’Association des Maires de France.

#### Gastronomie

Zone de production du cognac et du pineau.

La gastronomie saintongeaise est principalement axée sur trois types de produits : les produits de la terre, les produits de la mer et les produits de la vigne.
Les préparations à base de viande de porc occupent une place prépondérante dans la cuisine régionale : ainsi des gratons ou des grillons, sortes de rillettes à base de viandes rissolées et confites dans leur graisse, du gigorit (ou gigourit), un civet mêlant sang, gorge, foie et oignons, ou de la sauce de pire, à base de fressure, d'oignons et de vin blanc de pays.
La cuisine saintongeaise intègre tout naturellement de nombreuses recettes à base de « cagouilles », le nom local de l'escargot petit-gris. Animal tutélaire de la Saintonge, il est notamment cuisiné « à la charentaise », c'est-à-dire cuit dans un court-bouillon agrémenté de vin blanc, d'ail et de mie de pain.

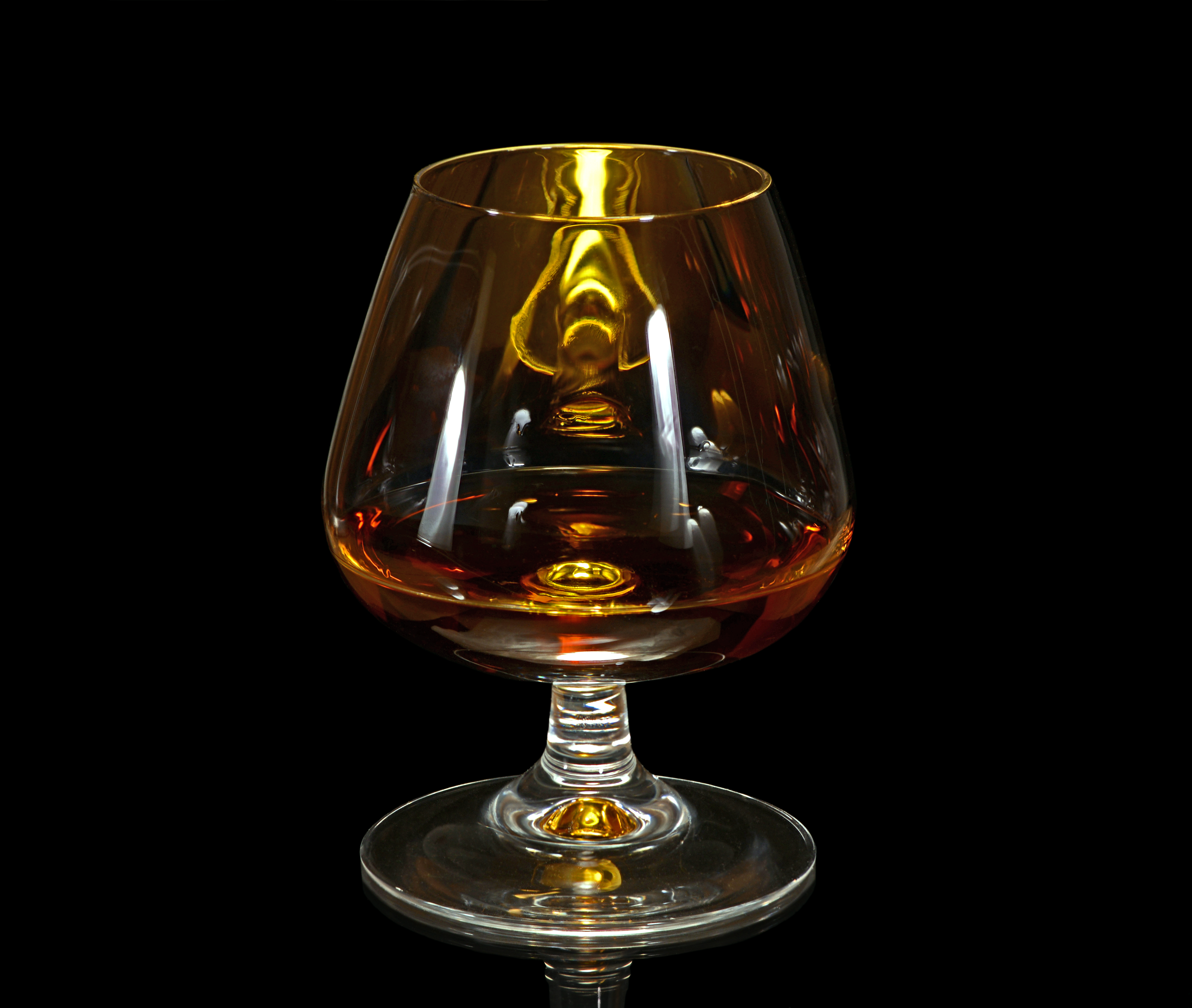
Le cognac est une des gloires de la région.

Parmi les autres spécialités locales, il convient de noter également les pibales (alevins d'anguille pêchés dans la Gironde, spécialité notamment de Mortagne et Blaye), les huîtres de Marennes-Oléron, les sardines de Royan, les « thyeusses de gueurnouilles » (cuisses de grenouilles) ou encore la « sanguette », une galette préparée à base de sang de poulet et d'oignons cuits.
Les desserts traditionnels sont issus de la cuisine paysanne : millas (gâteau à la farine de maïs, qu'on retrouve dans une grande partie du Sud-Ouest de la France), galette charentaise, au beurre Charentes-Poitou, « merveilles » (beignets) ou encore « pine » de Haute Saintonge (pâtisserie à base de pâte à choux, aromatisée au cognac, en forme de sexe masculin). Son pendant est la cornuelle.
Les vignes de la région servent à la confection d'eaux-de-vie réputées, telles que le pineau des Charentes et plus encore, le cognac. La commune de Montendre est ainsi intégralement située dans la zone de production des « bons bois ». En franchissant la « frontière » avec le département voisin de la Gironde, on entre dans le vignoble de Bordeaux (appellation côtes-de-blaye).

#### Associations
Le tissu associatif communal est composé d'une soixantaine d'associations, œuvrant dans les domaines de la culture, de l'éducation, du sport, des loisirs et de l'action caritative. La culture est représentée par plusieurs associations : Lectur@média qui anime la médiathèque municipale (expositions, conférences, rencontres d'auteurs, salon du livre le 3e dimanche d'octobre) ;, l'ACM  (cours de langues étrangères et d'espéranto) ; l'association ADON'F consacrée aux musiques amplifiées organise chaque année le fameux festival Free Music (en juin) et son pendant hivernal, le Freeze Music (en décembre) et propose une  découverte instrumentale via sa Rock-school et sa salle de répétition/studio d’enregistrement situés à a Taulette. Toujours dans la musique, mais dans un autre registre, la Chorale des Pins se consacre au chant choral et la Lyre montendraise est l'harmonie locale. Montendre compte également une association consacrée au septième art (CLAP Montendre), des clubs de théâtre (Baladins de Pouss'Hier, La machine à bulles, organisateur depuis 2004 du festival Drôles de Mômes, le deuxième week-end de juillet) et un cercle généalogique très actif et productif.
Overte sur l'Europe », Montendre développe également de nombreux échanges avec plusieurs pays européens, à commencer par l'Espagne et l'Allemagne, et plus spécifiquement les villes de Onda et de Sulz am Neckar, avec lesquelles elle est jumelée. La maison des Bateleurs est l'antenne locale de l'association "Solidarités Jeunesses Poitou-Charentes : elle accueille des jeunes volontaires internationaux pour des chantiers de restauration du patrimoine..
Dans le domaine des loisirs, Montendre compte une association communale de chasse agréée (ACCA). Fondée en 1964, elle succède à une amicale de chasseurs, qui existait dès le XIXe siècle. La Gaule des Joyeux Montendrais est une société de pêche, dont les membres se retrouvent en saison au lac Baron-Desqueyroux, notamment pour l'ouverture de la pêche chaque 1er mai. La Team Sensas est quant à elle consacrée à la pêche sportive. La commune compte aussi un club du troisième âge particulièrement dynamique, le Mamie-Papi Club.
Dans le domaine de l'action sociale, la commune compte l'association "Entraide et Solidarité ", basée à la Maison de la Solidarité. Elle gère la banque alimentaire et un service d'aide vestimentaire, meubles, équipements de première nécessité, etc. Le Secours catholique est également très présent ainsi que l'ADMR (Aide à domicile en milieu rural) qui intervient auprès des personnes âgées et / ou malades et contribue à leur maintien à domicile.
Montendre accueille par ailleurs une loge maçonnique, baptisée « Les Pionniers du Progrès » et affiliée au Grand Orient de France.

## Personnalités liées à la commune
- François Ier de La Rochefoucauld (1450-1516)
- François II de La Rochefoucauld (1494-1533)
- François de La Rochefoucauld, marquis de Montendre (1672-1739), maréchal de Grande-Bretagne. Enterré en l'abbaye de Westminster.
- Samuel-Maurice Marchand (1842-1923), homme politique.
- Franc Malzac (1865-1920), peintre, illustrateur et affichiste.
- Simone Rollin (1910-1991), femme politique.

## Héraldique
| Blason de Montendre | Blason  | Parti : au 1er gironné de vair et de gueules de dix pièces (qui est de Belleville-Harpedanne), au 2e burelé d'argent et d'azur aux trois chevrons de gueules brochant sur le tout, le premier écimé (qui est de La Rochefoucauld). DeviseFault plus haut que mon tandre. |
| Blason de Montendre | Détails | Une couronne à cinq branches, la centrale tréflée d'or. Le statut officiel du blason reste à déterminer. |